# 金田一少年之事件簿 (動畫)
《金田一少年之事件簿》是根據同名漫畫《金田一少年之事件簿》改編的電視動畫。

## 作品沿革
- 於1996年12月14日公開「金田一少年之事件簿・歌劇院新殺人事件」，上映時間95分鐘。
- 於1997年4月7日到2000年9月11日播出，全148話。動畫《金田一少年之事件簿》由讀賣電視台和東映動畫製作。
- 於1999年8月21日公開「金田一少年之事件簿2・殺戮的深藍」，上映時間90分鐘。
- 於2007年11月12日和11月19日以SP（特別篇）形式播放新作「歌劇院・最後的殺人」及「吸血鬼傳説殺人事件」[1]。
- 於2012－2013年以OVA形式（出版商講談社則稱為OAD）推出，分成前後篇兩隻DVD，計劃分別於漫畫《金田一少年之事件簿20周年記念系列》單行本第3卷及第4卷限定版附入。配音聲優陣容將與電視動畫版一樣。事件為原作「黑魔術殺人事件」改編。
- 於2014年4月5日播放新電視動畫《金田一少年之事件簿R（Returns）》，與上次電視動畫化相隔14年，但製作與聲優陣容不變。動畫於日本的讀賣電視台及日本電視台系列，逢星期六17:30至18:00播放，與緊接其後於18:00至18:30播放的《名偵探柯南》組成一小時的「黃金Mystery Hour」檔。
- 於2015年10月3日續集將繼續播放。消息來自2015年第33期週刊少年Magazine刊登了《金田一少年之事件簿R》[2][3]。

## 故事大綱
主要講述的是主角是名偵探金田一耕助的孫子（父親入贅，其實母親才是金田一耕助的女兒）金田一一和他的青梅竹馬七瀨美雪、警察「朋友」劍持勇警部、「對手」明智健悟警視等夥伴，運用高超的推理能力解決遭遇到的各種困難的刑事案件。

智商180的天才少年金田一，他面對匪夷所思，殺機四伏的疑案，身臨險境，每個蛛絲馬跡都成為解迷的關鍵！都能破解每個犯人使出的層出不窮的巧妙殺人手法。一個智商高達180的其貌不揚的天才高中生，儘管在及課業上的表現差強人意，不正經且總是喜好女性，是個平常不過的高中學生。但在發生事件時表現出可靠的一面以及偵破案件時相驚人的天賦。

## 配音員表

### 主要人物
主要人物／複數事件出場人物
| 角色名稱   | 配音員     | 配音員     | 配音員           | 配音員 | 配音員   | 配音員       | 配音員   | 配音員       | 配音員       | 配音員 |
| 角色名稱   | 日本       | 日本       | 日本             | 台灣   | 台灣     | 台灣         | 台灣     | 台灣         | 台灣         | 台灣   |
| 角色名稱   | 劇場版1    | 劇場版2    | 無印・R          | 劇場版 |          |              |          |              |              |        |
| 角色名稱   | 劇場版1    | 劇場版2    | 無印・R          | 劇場版 | 無印系列 | 無印系列     | 無印系列 | 無印系列     | R系列        | R系列  |
| 角色名稱   | 劇場版1    | 劇場版2    | 無印・R          | 劇場版 | 民視     | 衛視         | 台視     | ANIMAX       | ANIMAX       | 台視   |
| ---------- | ---------- | ---------- | ---------------- | ------ | -------- | ------------ | -------- | ------------ | ------------ | ------ |
| 金田一一   | 山口勝平   | 松野太紀   | 松野太紀         | 劉傑   | 魏伯勤   | 曹冀魯       | 魏伯勤   | 何志威       | 何志威       | 張敦喻 |
| 七瀬美雪   | 中川亞紀子 | 中川亞紀子 | 中川亞紀子       | 林美秀 | 楊凱凱   | 賀世芳丘梅君 | 許淑嬪   | 石薇         | 石薇         | 楊凱凱 |
| 劍持勇     | 夏八木勲   | 小杉十郎太 | 小杉十郎太       | 康殿宏 | 孫中台   | 葉三陽       | 孫中台   | 曹冀魯       | 曹冀魯       | 劉明勳 |
| 明智健悟   | 未登場     | 森川智之   | 森川智之         | 于正昌 | 于正昇   | 符爽         | 陳旭昇   | 劉傑         | 劉傑         | 吳愷笛 |
| 高遠遙一   | 未登場     | 未登場     | 小野健一         | 未登場 | 李香生   | 符爽葉三陽   | 未知     | 林正騏       | 林正騏       | 劉明勳 |
| 速水玲香   | 未登場     | 未登場     | 飯塚雅弓         | 未登場 | 未知     | 謝佼娟丘梅君 | 未知     | 林美秀       | 林美秀       | 郭景文 |
| 佐木龍太   | 未登場     | 未登場     | 難波圭一         | 未登場 | 未知     | 葉三陽符爽   | 未知     | 林正騏       | 林正騏       | 劉子弘 |
| 五木陽介   | 未登場     | 平田廣明   | 平田廣明         | 李香生 | 未知     | 葉三陽       | 陳旭昇   | 蔣鐵城       | 蔣鐵城       | 未登場 |
| 金田一二三 | 未登場     | 池澤春菜   | 池澤春菜         | 龍顯蕙 | 未知     | 謝佼娟林凱羚 | 謝佼娟   | 林美秀       | 林美秀       | 未登場 |
| 村上草太   | 未登場     | 未登場     | 青羽剛淺沼晉太郎 | 未登場 | 未登場   | 未登場       | 未知     | 李培松劉傑   | 李培松劉傑   | 劉子弘 |
| 怪盗紳士   | 未登場     | 未登場     | 百百麻子         | 未登場 | 未知     | 鄭仁君       | 未知     | 鄭仁麗林美秀 | 鄭仁麗林美秀 | 邱佩轝 |

### 事件人物（無印系列）
「學園七不思議殺人事件」（第1－3話）
| 角色名稱     | 配音員       | 配音員   | 配音員   | 配音員       |
| 角色名稱     | 日本         | 台灣民視 | 台灣衛視 | 台灣ANIMAX   |
| 事件角色     | 事件角色     | 事件角色 | 事件角色 | 事件角色     |
| ------------ | ------------ | -------- | -------- | ------------ |
| 櫻樹琉璃子   | 篠原惠美     | 李宛鳳   | 王瑞芹   | 林美秀       |
| 真壁誠       | 山崎巧       | 于正昌   | 孫誠     | 劉傑         |
| 鷹島友代     | 三浦七緒子   | 待查詢   | 鄭仁君   | 鄭仁麗林美秀 |
| 尾之上貴裕   | 飛田展男     | 待查詢   | 符爽     | 蔣鐵城       |
| 佐木龍太     | 難波圭一     | 待查詢   | 葉三陽   | 林正騏       |
| 的場勇一郎   | 肝付兼太     | 待查詢   | 葉三陽   | 劉傑         |
| 立花良造     | 藤城裕士     | 待查詢   | 符爽     | 蔣鐵城       |
| 其他角色     |              |          |          |              |
| 青山千尋     | 天神有海     | 待查詢   | 鄭仁君   | 林美秀       |
| 亞紀         | 天神有海     | 待查詢   |          | 林美秀       |
| 祐子         | 大川千帆     | 待查詢   | 王瑞芹   | 鄭仁麗       |
| 敦子         | 三浦七緒子   | 待查詢   | 鄭仁君   | 鄭仁麗       |
| 不動高校校長 | 西村知道     | 待查詢   | 孫誠     | 林正騏       |
| 美雪的父親   | 西原K太      | 待查詢   | 葉三陽   | 康殿宏       |
| 美雪的母親   | 尾小平志津香 | 待查詢   | 鄭仁君   | 林美秀       |
| 醫生         | 西松和彦     | 待查詢   | 孫誠     | 蔣鐵城       |

「悲戀湖傳說殺人事件」（第4－6話）
| 角色名稱   | 配音員     | 配音員   | 配音員     |          |
| 角色名稱   | 日本       | 台灣衛視 | 台灣ANIMAX |          |
| 事件角色   | 事件角色   | 事件角色 | 事件角色   | 事件角色 |
| ---------- | ---------- | -------- | ---------- | -------- |
| 遠野英治   | 中原茂     |          | 劉傑       |          |
| 河西小百合 | 熊谷妮娜   | 鄭仁君   | 林美秀     |          |
| 香山三郎   | 松尾銀三   | 葉三陽   | 蔣鐵城     |          |
| 香山聖子   | 折笠愛     | 鄭仁君   | 林美秀     |          |
| 小林星二   | 島田敏     | 符爽     | 林正騏     |          |
| 九條章太郎 | 新田三士郎 | 葉三陽   | 劉傑       |          |
| 五木陽介   | 平田廣明   | 葉三陽   | 蔣鐵城     |          |
| 甲田征作   | 梁田清之   |          | 康殿宏     |          |
| 倉田壯一   | 沖田蒼樹   |          | 林正騏     |          |
| 橘川茂     | 蓮透       | 葉三陽   | 林正騏     |          |
| 其他角色   |            |          |            |          |
| 小泉螢子   | 中川亞紀子 |          | 林美秀     |          |

「蠟人形城殺人事件」（第7－9話）
| 角色名稱        | 配音員     | 配音員   | 配音員     |          |
| 角色名稱        | 日本       | 台灣衛視 | 台灣ANIMAX |          |
| 事件角色        | 事件角色   | 事件角色 | 事件角色   | 事件角色 |
| --------------- | ---------- | -------- | ---------- | -------- |
| 多岐川穗        | 吉田理保子 | 鄭仁君   | 林美秀     |          |
| 瑪麗亞·菲蘇德美 | 笠原弘子   |          | 林美秀     |          |
| 真木目仁        | 龍田直樹   | 葉三陽   | 蔣鐵城     |          |
| 南山駿三        | 銀河万丈   | 葉三陽   | 康殿宏     |          |
| 愛德華·可倫坡   | 鹽屋翼     | 符爽     | 蔣鐵城     |          |
| 當麻恵          | 巴菁子     |          | 石薇       |          |
| 理查·安德森     | 梅津秀行   | 曹冀魯   | 林正騏     |          |
| 坂東九三郎      | 山口健     | 符爽     | 劉傑       |          |
| 其他角色        |            |          |            |          |
| 狹山恭次        | 鹽澤兼人   | 葉三陽   | 林正騏     |          |
| MR.烈德拉姆     |            | 符爽     | 康殿宏     |          |

「怪盜紳士的殺人」（第10－12話）
| 角色名稱   | 配音員     | 配音員   | 配音員     |          |
| 角色名稱   | 日本       | 台灣衛視 | 台灣ANIMAX |          |
| 事件角色   | 事件角色   | 事件角色 | 事件角色   | 事件角色 |
| ---------- | ---------- | -------- | ---------- | -------- |
| 和泉櫻     | 皆口裕子   | 謝佼娟   | 林美秀     |          |
| 蒲生剛三   | 矢田耕司   | 符爽     | 蔣鐵城     |          |
| 海津里美   | 橫尾麻里   | 賀世芳   | 鄭仁麗     |          |
| 小宮山吾郎 | 西村知道   | 葉三陽   | 劉傑       |          |
| 羽澤星次   | 二又一成   | 葉三陽   | 劉傑       |          |
| 吉良勘治郎 | 笹岡繁藏   | 曹冀魯   | 蔣鐵城     |          |
| 和久田春彦 | 難波圭一   | 符爽     | 蔣鐵城     |          |
| 醍醐真紀   | 百百麻子   | 鄭仁君   | 鄭仁麗     |          |
| 其他角色   |            |          |            |          |
| 大河内善助 | 大友龍三郎 | 葉三陽   | 劉傑       |          |
| 和泉宣彦   | 田中秀幸   | 曹冀魯   | 曹冀魯     |          |

「悲報島殺人事件」（第13－15話）
| 角色名稱        | 配音員   | 配音員   | 配音員     |          |
| 角色名稱        | 日本     | 台灣衛視 | 台灣ANIMAX |          |
| 事件角色        | 事件角色 | 事件角色 | 事件角色   | 事件角色 |
| --------------- | -------- | -------- | ---------- | -------- |
| 美作碧          | 深見梨加 | 鄭仁君   | 林美秀     |          |
| 岩田英作        | 青野武   | 葉三陽   | 曹冀魯     |          |
| 茅杏子          | 竹田愛里 | 龍顯蕙   | 石薇       |          |
| 柿本麻人        | 堀川亮   | 葉三陽   | 劉傑       |          |
| 八十島隆造      | 松田重治 | 曹冀魯   | 蔣鐵城     |          |
| 矢荻久義        | 松尾銀三 | 符爽     | 林正騏     |          |
| 火村康平        | 子安武人 | 符爽     | 劉傑       |          |
| 克里斯·愛因斯坦 | 石川寬美 | 龍顯蕙   | 林美秀     |          |
| 其他角色        |          |          |            |          |
| 佐伯京助        | 藤原啓治 | 葉三陽   | 林正騏     |          |
| 佐伯航一郎      | 藤田淑子 | 鄭仁君   | 林美秀     |          |
| 阿一的母親      | 潘惠子   | 鄭仁君   | 林美秀     |          |

「惡魔組曲殺人事件」（第16－17話）
| 角色名稱   | 配音員   | 配音員   | 配音員     |          |
| 角色名稱   | 日本     | 台灣衛視 | 台灣ANIMAX |          |
| 事件角色   | 事件角色 | 事件角色 | 事件角色   | 事件角色 |
| ---------- | -------- | -------- | ---------- | -------- |
| 山根優歌   | 大谷育江 | 鄭仁君   | 林美秀     |          |
| 椿陽造     | 石森達幸 | 符爽     | 林正騏     |          |
| 夏岡猛彦   | 高木渉   | 葉三陽   | 蔣鐵城     |          |
| 紅亞理沙   | 島本須美 |          | 石薇       |          |
| 風倉百合恵 | 折笠愛   |          | 林美秀     |          |
| 御堂周一郎 | 飯塚昭三 |          | 林正騏     |          |
| 麥可·亨利  | 飛田展男 |          | 蔣鐵城     |          |

「飛驒機關宅邸殺人事件」（第18－20話）
| 角色名稱   | 配音員     | 配音員   | 配音員     |          |
| 角色名稱   | 日本       | 台灣衛視 | 台灣ANIMAX |          |
| 事件角色   | 事件角色   | 事件角色 | 事件角色   | 事件角色 |
| ---------- | ---------- | -------- | ---------- | -------- |
| 巽紫乃     | 武藤禮子   | 鄭仁君   | 林美秀     |          |
| 巽龍之介   | 林延年     | 符爽     | 蔣鐵城     |          |
| 巽征丸     | 高木渉     | 葉三陽   | 劉傑       |          |
| 巽萌黃     | 西村千奈美 | 謝佼娟   | 林美秀     |          |
| 巽隼人     | 鈴木琢磨   | 符爽     | 劉傑       |          |
| 仙田猿彦   | 二又一成   | 曹冀魯   | 劉傑       |          |
| 冬木倫太郎 | 石丸博也   | 曹冀魯   | 夏治世     |          |
| 其他角色   |            |          |            |          |
| 冬木梅     | 巴菁子     |          | 石薇       |          |
| 巽綾子     | 日野由利加 |          | 石薇       |          |
| 柊兼春     | 二又一成   |          | 夏治世     |          |
| 巽家律師   | 西村知道   | 符爽     |            |          |

「歌劇院館殺人事件」（第21－23話）
| 角色名稱   | 配音員     | 配音員   | 配音員     |          |
| 角色名稱   | 日本       | 台灣衛視 | 台灣ANIMAX |          |
| 事件角色   | 事件角色   | 事件角色 | 事件角色   | 事件角色 |
| ---------- | ---------- | -------- | ---------- | -------- |
| 黑澤和馬   | 笹岡繁藏   | 陳進益   | 曹冀魯     |          |
| 緒方夏代   | 富澤美智惠 | 鄭仁君   | 丘梅君     |          |
| 月島亮二   | 堀川亮     | 葉三陽   | 劉傑       |          |
| 布施光彥   | 伊藤健太郎 | 符爽     | 林正騏     |          |
| 早乙女涼子 | 松井菜櫻子 | 鄭仁君   | 丘梅君     |          |
| 桐生春美   | 熊谷妮娜   | 馮友薇   | 林美秀     |          |
| 日高織繪   | 永島由子   | 馮友薇   | 林美秀     |          |
| 神矢修一郎 | 高木渉     | 符爽     | 曹冀魯     |          |
| 仙道豐     | 高戶靖廣   | 符爽     | 劉傑       |          |
| 其他角色   |            |          |            |          |
| 月島冬子   | 深見梨加   | 馮友薇   | 林美秀     |          |

SP「死神病院殺人事件」
| 聖正景太郎      | 大塚周夫   |
| 聖正映子        | 玉川紗己子 |
| 聖正智明        | 中村秀利   |
| 聖正貴美子      | 皆口裕子   |
| 木根淳也        | 二又一成   |
| 雪室憂一        | 池田秀一   |
| 高澤和子        | 五十嵐麗   |
| 水島多喜        | 上村典子   |
| 水島一夫        | 千葉進歩   |
| 醍醐真紀        | 百百麻子   |
| 道格拉斯·霍華德 | 真夏龍     |

「金田一少年的殺人」（第24－27話）
| 角色名稱 | 配音員   | 配音員   | 配音員     |          |
| 角色名稱 | 日本     | 台灣衛視 | 台灣ANIMAX |          |
| 事件角色 | 事件角色 | 事件角色 | 事件角色   | 事件角色 |
| -------- | -------- | -------- | ---------- | -------- |
| 橘五柳   | 岸野幸正 | 葉三陽   | 曹冀魯     |          |
| 鴨下明   | 柏倉勉   | 符爽     | 劉傑       |          |
| 都築哲雄 | 堀勝之祐 | 符爽     | 蔣鐵城     |          |
| 針生聖典 | 立木文彦 | 符爽     | 林正騏     |          |
| 野中友美 | 澤海陽子 | 鄭仁君   | 林美秀     |          |
| 桂横平   | 櫻井敏治 | 葉三陽   | 林正騏     |          |
| 時任亘   | 鈴木琢磨 | 符爽     | 林正騏     |          |
| 大村紺   | 水內清光 | 曹冀魯   | 劉傑       |          |
| 花村葵   | 日高範子 | 謝佼娟   | 林美秀     |          |
| 花村棗   | 日高範子 | 鄭仁君   | 林美秀     |          |
| 其他角色 |          |          |            |          |
| 菊女士   | 渡部留美 |          | 石薇       |          |
| 長島滋   | 堀内賢雄 | 符爽     | 林正騏     |          |
| 都築瑞穗 | 日高範子 | 謝佼娟   | 林美秀     |          |

「幽靈客船殺人事件」（第28－31話）
| 角色名稱   | 配音員     | 配音員   | 配音員     |          |
| 角色名稱   | 日本       | 台灣衛視 | 台灣ANIMAX |          |
| 事件角色   | 事件角色   | 事件角色 | 事件角色   | 事件角色 |
| ---------- | ---------- | -------- | ---------- | -------- |
| 鷹守郷三   | 小山武宏   | 符爽     | 蔣鐵城     |          |
| 若王子幹彦 | 乃村健次   | 曹冀魯   | 林正騏     |          |
| 水崎丈次   | 菊池正美   | 符爽     | 劉傑       |          |
| 加納達也   | 高木渉     | 符爽     | 林正騏     |          |
| 大槻健太郎 | 中博史     | 葉三陽   | 蔣鐵城     |          |
| 香取洋子   | 日高範子   | 謝佼娟   | 林美秀     |          |
| 赤井義和   | 世田一惠   | 符爽     | 蔣鐵城     |          |
| 大澤貴志   | 沖田蒼樹   | 符爽     | 林正騏     |          |
| 吉田明     | 千葉一伸   | 葉三陽   | 劉傑       |          |
| 時原優     | 岩居由希子 | 鄭仁君   | 林美秀     |          |
| 其他角色   |            |          |            |          |
| 時原昌樹   | 不明       |          | 蔣鐵城     |          |
| 鹿島伸吾   | 不明       | 符爽     | 劉傑       |          |

「冰點下15度的殺意」（第32話）
| 角色名稱 | 配音員     | 配音員   | 配音員     |          |
| 角色名稱 | 日本       | 台灣衛視 | 台灣ANIMAX |          |
| 事件角色 | 事件角色   | 事件角色 | 事件角色   | 事件角色 |
| -------- | ---------- | -------- | ---------- | -------- |
| 尾根靜香 | 林佳代子   | 鄭仁君   | 石薇       |          |
| 春田優子 | 松谷彼哉   |          | 林美秀     |          |
| 鈴森笑美 | 大坂史子   |          | 林美秀     |          |
| 白峰辰貴 | 加納詞桂章 | 符爽     | 曹冀魯     |          |
| 赤穂晴俊 | 鳥畑洋人   | 葉三陽   | 劉傑       |          |
| 雪岡草平 | 永井誠     | 符爽     | 蔣鐵城     |          |
| 其他角色 |            |          |            |          |
| 涉澤圭介 | 宮本充     | 葉三陽   | 蔣鐵城     |          |

「魔術列車殺人事件」（第33－36話）
| 角色名稱     | 配音員                    | 配音員              | 配音員              |          |
| 角色名稱     | 日本                      | 台灣衛視            | 台灣ANIMAX          |          |
| 事件角色     | 事件角色                  | 事件角色            | 事件角色            | 事件角色 |
| ------------ | ------------------------- | ------------------- | ------------------- | -------- |
| 高遠遙一     | 小野健一阪口大助 （童年） | 符爽謝佼娟 （童年） | 林正騏石薇 （童年） |          |
| 紳士山神     | 關根信昭                  | 葉三陽              | 劉傑                |          |
| 美人魚夕海   | 大川千帆                  | 鄭仁君              | 林美秀              |          |
| 貴公子由良間 | 檜山修之                  | 葉三陽              | 劉傑                |          |
| 小丑左近寺   | 鈴木勝美                  | 曹冀魯              | 蔣鐵城              |          |
| 靈媒師櫻庭   | 阪口大助                  | 符爽                | 曹冀魯              |          |
| 殘間里美     | 篠原恵美                  | 謝佼娟              | 林美秀              |          |
| 長崎巧四郎   | 關根信昭                  | 葉三陽              | 林正騏              |          |
| 其他角色     |                           |                     |                     |          |
| 近宮玲子     | 小山茉美                  | 鄭仁君              | 林美秀              |          |
| 地獄傀儡師   | 小野健一                  | 符爽                | 蔣鐵城              |          |
| 都津根毬夫   | 小野健一                  | 符爽                | 蔣鐵城              |          |

「雪夜叉傳說殺人事件」（第37－39話）
| 角色名稱     | 配音員       | 配音員                | 配音員     |          |
| 角色名稱     | 日本         | 台灣衛視              | 台灣ANIMAX |          |
| 事件角色     | 事件角色     | 事件角色              | 事件角色   | 事件角色 |
| ------------ | ------------ | --------------------- | ---------- | -------- |
| 比留田雅志   | 中博史       | 曹冀魯                | 蔣鐵城     |          |
| 綾辻真理奈   | 山崎和佳奈   | 鄭仁君謝佼娟 （童年） | 林美秀     |          |
| 響史郎       | 私市淳       | 葉三陽                | 林正騏     |          |
| 明石道夫     | 小和田貢平   | 葉三陽                | 林正騏     |          |
| 冰室一聖     | 鈴木琢磨     | 符爽                  | 蔣鐵城     |          |
| 加納理惠     | 大塚智子     |                       | 石薇       |          |
| 大門優作     | 山野井仁     | 符爽                  | 林正騏     |          |
| 棟方健       | 森久保祥太郎 | 符爽                  | 蔣鐵城     |          |
| 其他角色     |              |                       |            |          |
| 真理奈的母親 | 大塚智子     | 賀世芳                | 石薇       |          |

「塔羅山莊殺人事件」（第40－42話）
| 角色名稱   | 配音員     | 配音員   | 配音員     |          |
| 角色名稱   | 日本       | 台灣衛視 | 台灣ANIMAX |          |
| 事件角色   | 事件角色   | 事件角色 | 事件角色   | 事件角色 |
| ---------- | ---------- | -------- | ---------- | -------- |
| 赤間光彦   | 糸博       | 符爽     | 林正騏     |          |
| 小城拓也   | 宮本充     | 符爽     | 蔣鐵城     |          |
| 北条安妮   | 宇和川惠美 |          | 林美秀     |          |
| 伊丹吾郎   | 長島雄一   | 符爽     | 蔣鐵城     |          |
| 速水雄一郎 | 大場真人   | 葉三陽   | 曹冀魯     |          |
| 辻健二     | 水内清光   | 符爽     | 劉傑       |          |
| 瀧下間太郎 | 高橋廣樹   | 葉三陽   | 劉傑       |          |
| 其他角色   |            |          |            |          |
| 井上正子   | 堀越真巳   |          | 石薇       |          |
| 一的母親   | 潘惠子     |          | 林美秀     |          |

「黑死蝶殺人事件」（第43－46話）
| 角色名稱   | 配音員     | 配音員   | 配音員     |          |
| 角色名稱   | 日本       | 台灣衛視 | 台灣ANIMAX |          |
| 事件角色   | 事件角色   | 事件角色 | 事件角色   | 事件角色 |
| ---------- | ---------- | -------- | ---------- | -------- |
| 斑目紫紋   | 長島雄一   | 曹冀魯   | 曹冀魯     |          |
| 斑目綠     | 竹田愛里   | 鄭仁君   | 林美秀     |          |
| 斑目館羽   | 三石琴乃   | 賀世芳   | 林美秀     |          |
| 斑目揚羽   | 山口由里子 | 鄭仁君   | 石薇       |          |
| 斑目琉璃   | 杉本優     | 賀世芳   | 林美秀     |          |
| 刈谷竹蔵   | 辻親八     | 符爽     | 曹冀魯     |          |
| 深山日影   | 鈴木琢磨   | 符爽     | 劉傑       |          |
| 山野勝巳   | ZAZI       | 符爽     | 林正騏     |          |
| 六波羅和馬 | 千葉進歩   | 符爽     | 林正騏     |          |
| 小野寺將之 | 綠川光     | 葉三陽   | 林正騏     |          |
| 其他角色   |            | 葉三陽   |            |          |
| 豬川將佐   | 矢尾一樹   | 蔣鐵城   |            |          |
| 將之的奶奶 | 橘U子      |          | 石薇       |          |
| 須賀實     | 不明       | 葉三陽   | 劉傑       |          |
| 金田一丙助 | 長島雄一   | 符爽     | 曹冀魯     |          |

「速水玲香誘拐殺人事件」（第47－50話）
| 角色名稱   | 配音員     | 配音員   | 配音員     |          |
| 角色名稱   | 日本       | 台灣衛視 | 台灣ANIMAX |          |
| 事件角色   | 事件角色   | 事件角色 | 事件角色   | 事件角色 |
| ---------- | ---------- | -------- | ---------- | -------- |
| 鏑木葉子   | 鈴木黎子   |          | 石薇       |          |
| 安岡保之   | 高木渉     | 符爽     | 林正騏     |          |
| 小淵澤英成 | 金光宣明   | 葉三陽   | 林正騏     |          |
| 三田村圭子 | 土井美加   | 謝佼娟   | 鄭仁麗     |          |
| 安岡真奈美 | 興梠里美   | 鄭仁君   | 林美秀     |          |
| 逆井成美   | 松谷彼哉   |          | 鄭仁麗     |          |
| 其他角色   |            |          |            |          |
| 人形館之男 | 菅生六之進 | 葉三陽   | 蔣鐵城     |          |
| 菅原警官   | 菅生六之進 | 符爽     | 蔣鐵城     |          |

「法蘭西銀幣殺人事件」（第51－54話）
| 角色名稱   | 配音員     | 配音員   | 配音員     |          |
| 角色名稱   | 日本       | 台灣衛視 | 台灣ANIMAX |          |
| 事件角色   | 事件角色   | 事件角色 | 事件角色   | 事件角色 |
| ---------- | ---------- | -------- | ---------- | -------- |
| 君澤由里惠 | 山本圭子   | 賀世芳   | 石薇       |          |
| 高森益美   | 西村千奈美 | 謝佼娟   | 林美秀     |          |
| 鳥丸奈緒子 | 莊真由美   | 鄭仁君   | 鄭仁麗     |          |
| 犬飼要介   | 山崎巧     | 葉三陽   | 曹冀魯     |          |
| 鍵谷善司   | 鹽屋浩三   | 葉三陽   | 林正騏     |          |
| 霧山小夜子 | 深見梨加   | 賀世芳   | 林美秀     |          |
| 六条光彦   | 檜山修之   | 曹冀魯   | 曹冀魯     |          |
| 蘇姬星河   | 橘U子      | 鄭仁君   | 鄭仁麗     |          |
| 弓削透     | 津久井教生 | 符爽     | 林正騏     |          |
| 其他角色   |            |          |            |          |
| 廣志       | 不明       | 符爽     | 曹冀魯     |          |
| 秋雄       | 不明       | 曹冀魯   | 林正騏     |          |

「是誰殺了女神?」（第55話）
| 角色名稱     | 配音員   | 配音員   | 配音員     |          |
| 角色名稱     | 日本     | 台灣衛視 | 台灣ANIMAX |          |
| 事件角色     | 事件角色 | 事件角色 | 事件角色   | 事件角色 |
| ------------ | -------- | -------- | ---------- | -------- |
| 神津紗綾     | 增田由紀 | 謝佼娟   | 林美秀     |          |
| 汐見初音     | 松谷彼哉 | 鄭仁君   | 林美秀     |          |
| 中津川賢人   | 家中宏   | 符爽     | 劉傑       |          |
| 轟美和子     | 湯屋敦子 | 鄭仁君   | 林美秀     |          |
| 山吹薫子     | 落合瑠美 | 賀世芳   | 石薇       |          |
| 瀬名光一     | 池田俊彦 | 葉三陽   | 曹冀魯     |          |
| 其他角色     |          |          |            |          |
| 中村一郎警官 | 伊藤和晃 | 曹冀魯   | 劉傑       |          |

「魔神遺跡殺人事件」（第56－59話）
| 角色名稱   | 配音員             | 配音員   | 配音員   | 配音員     |
| 角色名稱   | 日本               | 台灣民視 | 台灣衛視 | 台灣ANIMAX |
| 事件角色   | 事件角色           | 事件角色 | 事件角色 | 事件角色   |
| ---------- | ------------------ | -------- | -------- | ---------- |
| 宗像五月   | 水谷優子           | 待查詢   | 鄭仁君   | 林美秀     |
| 江戶川謙次 | 速水獎             | 何志威   | 符爽     | 夏治世     |
| 港屋寛一   | 井原啓介           | 待查詢   | 曹冀魯   | 夏治世     |
| 港屋明日香 | TARAKO             | 待查詢   | 謝佼娟   | 穆宣名     |
| 國守秋比古 | 八木光生 →藤城裕士 | 待查詢   | 葉三陽   | 曹冀魯     |
| 蘇我豊廣   | 大場真人           | 待查詢   | 符爽     | 曹冀魯     |
| 大和猛     | 成田劍             | 待查詢   | 葉三陽   | 夏治世     |
| 鳥邊野章   | 權之條勉           | 待查詢   | 符爽     | 夏治世     |
| 村西彌生   | 田中真弓           | 楊凱凱   | 賀世芳   | 穆宣名     |
| 宗像今日子 | 日野由利加         | 待查詢   | 鄭仁君   | 石薇       |
| 其他角色   |                    |          |          |            |
| 宗像志郎   | 不明               | 何志威   | 符爽     | 夏治世     |
| 凶鳥神     | 八木光生           | 待查詢   | 符爽     | 夏治世     |

「墓場島殺人事件」（第60－62話）
| 角色名稱   | 配音員     | 配音員   | 配音員     |          |
| 角色名稱   | 日本       | 台灣衛視 | 台灣ANIMAX |          |
| 事件角色   | 事件角色   | 事件角色 | 事件角色   | 事件角色 |
| ---------- | ---------- | -------- | ---------- | -------- |
| 陣馬剛史   | 林延年     | 葉三陽   | 林正騏     |          |
| 岡崎浩司郎 | 高戶靖廣   | 符爽     | 劉傑       |          |
| 森下麗美   | 大谷育江   | 謝佼娟   | 林美秀     |          |
| 平嶋千繪   | 岩井由希子 | 鄭仁君   | 穆宣名     |          |
| 岩野渉     | 二又一成   | 葉三陽   | 劉傑       |          |
| 檜山達之   | 檜山修之   | 符爽     | 蔣鐵城     |          |
| 難波昌平   | 河本浩之   |          | 蔣鐵城     |          |
| 萩元哲範   | 澀谷茂     | 符爽     | 林正騏     |          |
| 米村       | 長谷部浩一 | 符爽     | 蔣鐵城     |          |
| 井坂       | 鈴木琢磨   | 符爽     | 劉傑       |          |
| 河野       | 林延年     | 葉三陽   | 林正騏     |          |
| 守屋       | 高戶靖廣   | 曹冀魯   | 蔣鐵城     |          |
| 其他角色   |            |          |            |          |
| 中年男子   | 平田廣明   |          | 蔣鐵城     |          |

「明智警視的華麗推理」（第63話）
| 角色名稱 | 配音員     | 配音員   | 配音員     |          |
| 角色名稱 | 日本       | 台灣衛視 | 台灣ANIMAX |          |
| 事件角色 | 事件角色   | 事件角色 | 事件角色   | 事件角色 |
| -------- | ---------- | -------- | ---------- | -------- |
| 八木清   | 石丸博也   | 葉三陽   | 林正騏     |          |
| 金子喜勝 | 川津泰彦   |          | 曹冀魯     |          |
| 國東隆介 | 成田劍     | 符爽     | 蔣鐵城     |          |
| 能代乙彦 | 矢尾一樹   | 曹冀魯   | 蔣鐵城     |          |
| 住吉慎吾 | 高木渉     | 曹冀魯   | 林正騏     |          |
| 鹿澤直美 | 木村亞希子 | 謝佼娟   | 林美秀     |          |
| 其他角色 |            |          |            |          |
| 祐子     | 大川千帆   | 謝佼娟   | 林美秀     |          |

「鬼火島殺人事件」（第64－67話）
| 角色名稱   | 配音員     | 配音員     | 配音員     |          |
| 角色名稱   | 日本       | 台灣衛視   | 台灣ANIMAX |          |
| 事件角色   | 事件角色   | 事件角色   | 事件角色   | 事件角色 |
| ---------- | ---------- | ---------- | ---------- | -------- |
| 川崎洋三   | 堀内賢雄   | 符爽       | 蔣鐵城     |          |
| 花村麻美   | 長澤直美   | 鄭仁君     | 穆宣名     |          |
| 塚原傳造   | 西川幾雄   |            | 曹冀魯     |          |
| 大野公平   | 堀川亮     | 符爽       | 林正騏     |          |
| 新谷百合   | 矢島晶子   | 謝佼娟     | 林美秀     |          |
| 森村圭一   | 鈴木琢磨   | 符爽       | 蔣鐵城     |          |
| 加藤賢太郎 | 浪川大輔   | 葉三陽     | 林正騏     |          |
| 椎名真木男 | 柏倉勉     |            | 蔣鐵城     |          |
| 太田綾     | 川崎惠理子 | 賀世芳     | 穆宣名     |          |
| 白石美穂   | 永野愛     | 謝佼娟     | 林美秀     |          |
| 川島豐     | 草尾毅     |            | 蔣鐵城     |          |
| 其他角色   |            |            |            |          |
| 邦明的母親 | 不明       |            | 石薇       |          |
| 海老澤邦明 | 劇中無台詞 | 劇中無台詞 | 劇中無台詞 |          |

「劍持警部的秘密」檔案1（第68話）
| 角色名稱 | 配音員     | 配音員   | 配音員     |          |
| 角色名稱 | 日本       | 台灣衛視 | 台灣ANIMAX |          |
| 事件角色 | 事件角色   | 事件角色 | 事件角色   | 事件角色 |
| -------- | ---------- | -------- | ---------- | -------- |
| 桐澤紅子 | 笠原弘子   | 鄭仁君   | 林美秀     |          |
| 桐澤緑子 | 加藤優子   | 謝佼娟   | 石薇       |          |
| 冬堂明美 | 富澤美智惠 | 賀世芳   | 林美秀     |          |
| 其他角色 |            |          |            |          |
| 刑警     | 園部啓一   | 符爽     | 李培淞     |          |
| 警官     | 野島健兒   | 曹冀魯   | 曹冀魯     |          |

「劍持警部的秘密」檔案2（第69話）
| 角色名稱   | 配音員   | 配音員   | 配音員     |          |
| 角色名稱   | 日本     | 台灣衛視 | 台灣ANIMAX |          |
| 事件角色   | 事件角色 | 事件角色 | 事件角色   | 事件角色 |
| ---------- | -------- | -------- | ---------- | -------- |
| 濱岡健一   | 松本保典 | 符爽     | 李培淞     |          |
| 三島由里繪 | 柊美冬   | 鄭仁君   | 林美秀     |          |
| 中島留美   | 笠原留美 | 謝佼娟   | 林美秀     |          |
| 丸山良樹   | 二又一成 | 符爽     | 李培淞     |          |
| 大塚茉莉   | 落合留美 | 鄭仁君   | 石薇       |          |
| 有吉淳平   | 野島健兒 | 葉三陽   | 曹冀魯     |          |
| 島本美和   | 熊谷妮娜 | 賀世芳   | 林美秀     |          |

「異人館旅館殺人事件」（第70－73話）
| 角色名稱   | 配音員   | 配音員   | 配音員     |          |
| 角色名稱   | 日本     | 台灣衛視 | 台灣ANIMAX |          |
| 事件角色   | 事件角色 | 事件角色 | 事件角色   | 事件角色 |
| ---------- | -------- | -------- | ---------- | -------- |
| 萬代鈴江   | 土井美加 | 賀世芳   | 石薇       |          |
| 文月花蓮   | 萩森侚子 | 鄭仁君   | 林美秀     |          |
| 虹川幸雄   | 西村朋紘 | 符爽     | 曹冀魯     |          |
| 榎戶明     | 沖田蒼樹 | 葉三陽   | 李培淞     |          |
| 市川魔子   | 長澤直美 | 謝佼娟   | 石薇       |          |
| 市川玉三郎 | 園部啓一 | 符爽     | 李培淞     |          |
| 雪村剛造   | 鹽屋浩三 | 符爽     | 曹冀魯     |          |
| 不破鳴美   | 松本梨香 | 鄭仁君   | 林美秀     |          |

「電腦山莊殺人事件」（第74－77話）
| 角色名稱           | 配音員     | 配音員       | 配音員     |          |
| 角色名稱           | 日本       | 台灣衛視     | 台灣ANIMAX |          |
| 事件角色           | 事件角色   | 事件角色     | 事件角色   | 事件角色 |
| ------------------ | ---------- | ------------ | ---------- | -------- |
| 僧正／貴志日出男   | 江川央生   | 符爽         | 蔣鐵城     |          |
| 亂步／辰巳哲       | 宮本充     | 符爽 →葉三陽 | 蔣鐵城     |          |
| 派翠西亞／淺香奈奈 | 加藤優子   | 鄭仁君       | 林美秀     |          |
| 阿嘉莎／琢磨百合   | 平松晶子   | 謝佼娟       | 穆宣名     |          |
| 席德／吉行淳也     | 三木眞一郎 | 葉三陽       | 曹冀魯     |          |
| 華生／泉健一       | 小野健一   | 符爽         | 李培淞     |          |

「聖潔情人節的殺人」（第78－80話）
| 角色名稱   | 配音員     | 配音員   | 配音員     |          |
| 角色名稱   | 日本       | 台灣民視 | 台灣ANIMAX |          |
| 事件角色   | 事件角色   | 事件角色 | 事件角色   | 事件角色 |
| ---------- | ---------- | -------- | ---------- | -------- |
| 京極優介   | 速水獎     | 劉傑     | 曹冀魯     |          |
| 京極浩二郎 | 矢尾一樹   | 待查詢   | 林正騏     |          |
| 京極拓彌   | 高木涉     | 劉傑     | 李培淞     |          |
| 笹本美華   | 田中敦子   | 待查詢   | 穆宣名     |          |
| 島崎薫     | 川崎惠理子 | 待查詢   | 穆宣名     |          |
| 二宮水穗   | 金井美香   | 待查詢   | 林美秀     |          |
| 青山司     | 宇垣秀成   | 劉傑     | 曹冀魯     |          |
| 如月靜歌   | 日高範子   | 待查詢   | 石薇       |          |

金田一二三可愛的活躍！「二三的誘拐事件」（第81話）
| 角色名稱 | 配音員   | 配音員     |          |          |
| 角色名稱 | 日本     | 台灣ANIMAX |          |          |
| 事件角色 | 事件角色 | 事件角色   | 事件角色 | 事件角色 |
| -------- | -------- | ---------- | -------- | -------- |
| 相馬敦士 | 千葉繁   | 馬伯強     |          |          |
| 相馬妙子 | 水原琳   | 石薇       |          |          |
| 其他角色 |          |            |          |          |
| 菅原警官 | 小野健一 | 梁興昌     |          |          |
| 正野道真 | 高木渉   | 馬伯強     |          |          |
| 中村警官 | 伊藤和晃 | 梁興昌     |          |          |

金田一二三可愛的活躍！「鏡迷宮的殺人」（第82話）
| 角色名稱   | 配音員     | 配音員     |          |          |
| 角色名稱   | 日本       | 台灣ANIMAX |          |          |
| 事件角色   | 事件角色   | 事件角色   | 事件角色 | 事件角色 |
| ---------- | ---------- | ---------- | -------- | -------- |
| 秋元和那   | 松井菜櫻子 | 穆宣名     |          |          |
| 小峰圓     | 長澤直美   | 穆宣名     |          |          |
| 真紀村朱實 | 松下木聖   | 林美秀     |          |          |
| 花輪美佳   | 百百麻子   | 石薇       |          |          |
| 其他角色   |            |            |          |          |
| 和那的父親 | 中嶋聰彥   | 李培淞     |          |          |

「明智警視的華麗推理」2（第83話）
| 雲間進治 | 銀河萬丈 | 曹冀魯 |
| 綠川總介 | 龍田直樹 | 李培淞 |
| 猫田光成 | 鈴木清信 | 何志威 |
| 赤菱五郎 | 廣瀨正志 | 馬伯強 |
| 三矢鐵男 | 山本亘   | 梁興昌 |

「銀幕之殺人鬼」（第84－87話）
| 角色名稱   | 配音員     | 配音員     |          |          |
| 角色名稱   | 日本       | 台灣ANIMAX |          |          |
| 事件角色   | 事件角色   | 事件角色   | 事件角色 | 事件角色 |
| ---------- | ---------- | ---------- | -------- | -------- |
| 蔵澤光     | 上田祐司   | 梁興昌     |          |          |
| 真田廣志   | 加納詞桂章 | 曹冀魯     |          |          |
| 泉谷繁樹   | 高戶靖廣   | 馬伯強     |          |          |
| 門脇靖浩   | 耗子       | 馬伯強     |          |          |
| 黑河美穗   | 水原琳     | 石薇       |          |          |
| 星野迦奈惠 | 木村亜希子 | 穆宣名     |          |          |
| 遊佐知惠美 | 矢島晶子   | 穆宣名     |          |          |
| 本多影行   | 津久井教生 | 梁興昌     |          |          |
| 其他角色   |            |            |          |          |
| 正野道真   | 高木渉     | 待查詢     |          |          |

「明智少年的華麗挑戰」（第88－89話）
| 角色名稱   | 配音員     | 配音員     |          |          |
| 角色名稱   | 日本       | 台灣ANIMAX |          |          |
| 事件角色   | 事件角色   | 事件角色   | 事件角色 | 事件角色 |
| ---------- | ---------- | ---------- | -------- | -------- |
| 和島尊     | 家中宏     | 馬伯強     |          |          |
| 藥師寺薰   | 篠原惠美   | 林美秀     |          |          |
| 赤澤次郎   | 津久井教生 | 梁興昌     |          |          |
| 堀口啓子   | 岩井由希子 | 林美秀     |          |          |
| 海老原道子 | 今井由香   | 石薇       |          |          |
| 内田寛     | 鈴木琢磨   | 曹冀魯     |          |          |
| 其他角色   |            |            |          |          |
| 權藤徹男   | 中博史     | 曹冀魯     |          |          |
| 山本大五郎 | 高橋廣樹   | 何志威     |          |          |
| 正野警官   | 木村雅史   | 梁興昌     |          |          |

「上海魚人傳說殺人事件」（第90－93話）
| 角色名稱 | 配音員     | 配音員     |          |          |
| 角色名稱 | 日本       | 台灣ANIMAX |          |          |
| 事件角色 | 事件角色   | 事件角色   | 事件角色 | 事件角色 |
| -------- | ---------- | ---------- | -------- | -------- |
| 楊小龍   | 植村喜八郎 | 梁興昌     |          |          |
| 楊麗俐   | 湯屋敦子   | 林美秀     |          |          |
| 楊王     | 伊藤和晃   | 梁興昌     |          |          |
| 周友良   | 中博史     | 馬伯強     |          |          |
| 西村志保 | 深見梨加   | 穆宣名     |          |          |
| 藤堂壯介 | 大竹宏     | 曹冀魯     |          |          |
| 唐人美   | 山口由里子 | 穆宣名     |          |          |
| 石達民   | 松本保典   | 梁興昌     |          |          |
| 其他角色 |            |            |          |          |
| 李波兒   | 鈴置洋孝   | 梁興昌     |          |          |

金田一二三可愛的活躍！「鵜飼村殺人事件」（第94話）
| 猪熊英夫 | 中尾隆聖 | 馬伯強 |
| 一色堇   | 德光由香 | 石薇   |
| 青柳拓哉 | 高橋直純 | 穆宣名 |
| 滑川行仁 | 千葉一伸 | 馬伯強 |
| 香取牧男 | 粟津貴嗣 | 梁興昌 |
| 竹中亞弓 | 寺田春日 | 石薇   |
| 片倉舞   | 雪路     | 穆宣名 |
| 彦根警官 | 中博史   | 梁興昌 |
| 豬熊麻子 | 德光由香 | 石薇   |
| 豬熊英之 | 雪路     | 穆宣名 |

「天草財寶傳說殺人事件」（第95－99話）
| 天堂四郎   | 勝生真沙子 | 劉傑   |
| 矢木澤亮   | 園部啓一   | 曹冀魯 |
| 中田絹代   | 原榮里子   | 林美秀 |
| 最上葉月   | 岡村明美   | 林美秀 |
| 和田守男   | 井上倫宏   | 馬伯強 |
| 赤門秀明   | 二又一成   | 劉傑   |
| 赤峰藤子   | 宇和川惠美 | 石薇   |
| 美浦繪美里 | 金月真美   | 林美秀 |
| 石井雅之   | 廣瀨正志   | 曹冀魯 |
| 和田朋美   | 西村千奈美 | 林美秀 |
| 藏元醍醐   | 不明       | 曹冀魯 |

「仲夏夜惡夢殺人事件」（第100話）
| 富山櫻     | 川崎惠理子 | 穆宣名 |
| 長崎百合   | 清水香里   | 石薇   |
| 香川小梅   | 富永美衣奈 | 林美秀 |
| 須藤亞我志 | 水島裕     | 曹冀魯 |

「雷祭殺人事件」（第101－103話）
| 角色名稱 | 配音員     | 配音員     |          |          |
| 角色名稱 | 日本       | 台灣ANIMAX |          |          |
| 事件角色 | 事件角色   | 事件角色   | 事件角色 | 事件角色 |
| -------- | ---------- | ---------- | -------- | -------- |
| 朝木葉月 | 池田昌子   | 林美秀     |          |          |
| 朝木春子 | 野澤由香里 | 穆宣名     |          |          |
| 朝木秋繪 | 今井由香   | 林美秀     |          |          |
| 朝木時雨 | 寺田春日   | 穆宣名     |          |          |
| 武藤恭一 | 難波圭一   | 李培淞     |          |          |
| 朝木冬生 | 菅原正志   | 李培淞     |          |          |
| 其他角色 |            |            |          |          |
| 長島滋   | 堀内賢雄   | 林正騏     |          |          |
| 森島警官 | 宇垣秀成   |            |          |          |

「殺意的餐廳」（第104話）
| 男子   | 牛山茂     | 李培淞 |
| 女老闆 | 勝生真沙子 | 石薇   |

「魔犬森林的殺人」（第105－108話）
| 千家貴司   | 菊池正美   | 李培淞 |
| 渡邊鐘     | 中村秀利   | 馬伯強 |
| 萬屋透     | 竹若拓磨   | 梁興昌 |
| 參道麻衣   | 松谷彼哉   | 林美秀 |
| 百田梅男   | 山崎巧     | 李培淞 |
| 五十嵐郁登 | 千葉一伸   | 曹冀魯 |
| 二之宮朋子 | 朴璐美     | 林美秀 |
| 八尾徹平   | 高橋直純   | 梁興昌 |
| 十和田清   | 古川登志夫 | 馬伯強 |
| 水澤利緒   | 岩男潤子   | 石薇   |

「明智少年的華麗協奏曲」（第109－110話）
| 桐島蕾歐娜 | 岡村明美   | 石薇   |
| 石山征爾   | 辻谷耕史   | 梁興昌 |
| 吉野音美   | 小西寛子   | 林美秀 |
| 城晋一郎   | 加納詞桂章 | 李培淞 |
| 赤堤響介   | 成田劍     | 何志威 |
| 木戶直純   | 藤田宗久   | 曹冀魯 |
| 椎名克久   | 宗矢樹頼   | 何志威 |
| 北垣航也   | 池田俊彦   | 李培淞 |

「雪影村殺人事件」（第111－114話）
| 角色名稱   | 配音員     | 配音員     |          |          |
| 角色名稱   | 日本       | 台灣ANIMAX |          |          |
| 事件角色   | 事件角色   | 事件角色   | 事件角色 | 事件角色 |
| ---------- | ---------- | ---------- | -------- | -------- |
| 太刀川都   | 坂本千夏   | 林美秀     |          |          |
| 魚住響四郎 | 岡野浩介   | 李培淞     |          |          |
| 社冬美     | 石塚理恵   | 石薇       |          |          |
| 蓮沼綾花   | 宇和川惠美 | 林美秀     |          |          |
| 島津匠     | 千葉一伸   | 梁興昌     |          |          |
| 立石直也   | 西村朋紘   | 馬伯強     |          |          |
| 葉多野春菜 | 矢島晶子   | 石薇       |          |          |
| 鷲尾鑛三   | 金子由之   | 馬伯強     |          |          |
| 板倉克巳   | 高橋廣樹   | 梁興昌     |          |          |
| 今井龍矢   | 宗矢樹賴   | 馬伯強     |          |          |
| 其他角色   |            |            |          |          |
| 小都的母親 | 水原琳     | 石薇       |          |          |
| 冬美的母親 | 光明寺敬子 |            |          |          |
| 春菜的母親 | 竹田愛里   |            |          |          |
| 春菜的父親 | 宗矢樹賴   |            |          |          |

金田一二三可愛的活躍！「消失在雪地裡的贖金」（第115話）
| 角色名稱   | 配音員   | 配音員     |          |          |
| 角色名稱   | 日本     | 台灣ANIMAX |          |          |
| 事件角色   | 事件角色 | 事件角色   | 事件角色 | 事件角色 |
| ---------- | -------- | ---------- | -------- | -------- |
| 黑塚和成   | 麥人     | 梁興昌     |          |          |
| 黑塚巧     | 雪路     | 穆宣名     |          |          |
| 若林夕雨子 | 折笠愛   | 石薇       |          |          |
| 日下部達郎 | 河本浩之 | 梁興昌     |          |          |
| 橫光洋二   | 竹若拓磨 | 李培淞     |          |          |
| 其他角色   |          |            |          |          |
| 森島警官   | 宇垣秀成 |            |          |          |

「迷路的惡魔」（第116話）
| 美浦繪美里 | 金月真美 | 林美秀 |
| 恩田純一   | 杉田鏡介 | 曹冀魯 |
| 万田光男   | 柏倉勉   | 蔣鐵城 |
| 火口雪子   | 熊谷妮娜 | 林美秀 |
| 鳳辰馬     | 水内清光 | 劉傑   |

「嘆息之鬼傳說殺人事件」（第117－119話）
| 辻口令衣子 | 高田由美   | 林美秀 |
| 辻口美奈子 | 折笠富美子 | 穆宣名 |
| 中野宏和   | 岸尾大輔   | 李培淞 |
| 坂本裕子   | 寺田春日   | 穆宣名 |
| 岡安俊秀   | 鳥海勝美   | 馬伯強 |
| 鬼頭小百合 | 鵜飼留美子 | 林美秀 |
| 辻口鈴置   | 西村知道   | 馬伯強 |
| 辻口佳代   | 幸田直子   | 林美秀 |
| 江波勝彦   | 鹽屋浩三   | 梁興昌 |
| 如月美和   | 野澤由香里 | 石薇   |
| 金森民夫   | 西村知道   | 李培淞 |

「明智少年的華麗劍術」（第120－121話）
| 櫻田博允   | 古川登志夫 | 馬伯強 |
| 宇佐美乙也 | 坂口候一   | 曹冀魯 |
| 室町光之介 | 遠近孝一   | 李培淞 |
| 錦野龍平   | 木下浩之   | 梁興昌 |
| 寺山十造   | 矢尾一樹   | 馬伯強 |
| 東城真琴   | 松本保典   | 何志威 |
| 留美       | 住友優子   | 石薇   |
| 斎藤選手   | 斎藤朋之   |        |

「亡靈學校殺人事件」（第122－124話）
| 國枝真紀 | 村井每早 | 林美秀 |
| 伊能耕平 | 柏倉勉   | 曹冀魯 |
| 獅子島隆 | 後藤敦   | 李培淞 |
| 鳴澤研太 | 鳥海勝美 | 梁興昌 |
| 松岡修吉 | 平田廣明 | 曹冀魯 |
| 高田警官 | 園部啓一 | 曹冀魯 |
| 少女     | 池澤春菜 | 曹子琦 |

「瞬間消失之謎」（第125話）
| 角色名稱   | 配音員     | 配音員   | 配音員     |          |
| 角色名稱   | 日本       | 台灣台視 | 台灣ANIMAX |          |
| 事件角色   | 事件角色   | 事件角色 | 事件角色   | 事件角色 |
| ---------- | ---------- | -------- | ---------- | -------- |
| 美浦繪美里 | 金月真美   | 待查詢   | 林美秀     |          |
| 真壁誠     | 山崎巧     | 待查詢   | 劉傑       |          |
| 鷹島友代   | 三浦七緒子 | 待查詢   | 林美秀     |          |
| 岡持武則   | 中村大樹   | 陳宗岳   | 劉傑       |          |
| 相田桃子   | 柿沼紫乃   | 待查詢   | 曹子琦     |          |
| 京谷雅彦   | 高橋直純   | 待查詢   | 李培淞     |          |

「殺戮的深藍」（第126－130話）
| 角色名稱   | 配音員     | 配音員     |          |          |
| 角色名稱   | 日本       | 台灣ANIMAX |          |          |
| 事件角色   | 事件角色   | 事件角色   | 事件角色 | 事件角色 |
| ---------- | ---------- | ---------- | -------- | -------- |
| 楊小龍     | 植村喜八郎 | 梁興昌     |          |          |
| 藍澤秀一郎 | 廣瀨正志   | 梁興昌     |          |          |
| 藍澤由里繪 | 百百麻子   | 曹子琦     |          |          |
| 藍澤優     | 郷古潔     | 梁興昌     |          |          |
| 藍澤剛     | 御友公喜   | 劉傑       |          |          |
| 藍澤茜     | 西村千奈美 | 穆宣名     |          |          |
| 廣瀬匠     | 飛田展男   | 曹冀魯     |          |          |
| 松田武     | 岸尾大輔   | 李培淞     |          |          |
| 遠藤由明   | 關俊彦     | 劉傑       |          |          |
| 新堂雄一   | OYAKATA    | 李培淞     |          |          |
| 宮桓健也   | 江川央生   | 曹冀魯     |          |          |
| 那國守彥   | 中嶋聰彥   | 曹冀魯     |          |          |
| 水城龍之臣 | 佐佐木敏   | 梁興昌     |          |          |
| 水城龍壹   | 相澤正輝   | 劉傑       |          |          |
| 水城巫琴   | 小西寬子   | 曹子琦     |          |          |
| 金城泰志   | 不明       | 李培淞     |          |          |
| 其他角色   |            |            |          |          |
| 正野警官   | 高木渉     | 梁興昌     |          |          |

「底片裡的不在場證明」（第131話）
| 角色名稱   | 配音員     | 配音員     |          |          |
| 角色名稱   | 日本       | 台灣ANIMAX |          |          |
| 事件角色   | 事件角色   | 事件角色   | 事件角色 | 事件角色 |
| ---------- | ---------- | ---------- | -------- | -------- |
| 堀之内雷歐 | 大塚明夫   | 梁興昌     |          |          |
| 中神黎明   | 中尾隆聖   | 馬伯強     |          |          |
| 美隅陽平   | 山口勝平   | 李培淞     |          |          |
| 其他角色   |            |            |          |          |
| 美知世     | 高橋理惠子 | 曹子琦     |          |          |
| 警官       | 長島雄一   | 梁興昌     |          |          |

「出雲神話殺人事件」（第132－135話）
| 乾公子     | 菊地祥子 | 穆宣名                |
| 右艮真一   | 石田彰   | 李培淞                |
| 朱雀齋助   | 竹末廣一 | 曹冀魯                |
| 青山龍子   | 中澤彌生 | 林美秀                |
| 白井虎太郎 | 緒方愛香 | 馬伯強                |
| 巽海渚     | 山像香   | 曹子琦                |
| 坤田友代   | 野澤雅子 | 石薇                  |
| 玄武德一   | 松尾銀三 | 李培淞                |
| 乾英基     | 堀内賢雄 | 馬伯強林美秀 （童年） |

「明智警視的華麗推理 in Las Vegas」（第136－137話）
| 派翠西亞・歐布萊恩 | 渡邊美佐   | 石薇   |
| 舟木敏朗           | 乃村健次   | 李培淞 |
| 金田昌平           | 川本克彦   | 何志威 |
| 解說者             | 中博史     | 曹冀魯 |
| 肯尼斯・戈德曼     | 家弓家正   | 馬伯強 |
| 安妮塔・羅賓森     | 杉山佳壽子 | 曹子琦 |

「逆轉不可能！七瀬美雪的殺人嫌疑」（第138話）
| 角色名稱   | 配音員       | 配音員     |          |          |
| 角色名稱   | 日本         | 台灣ANIMAX |          |          |
| 事件角色   | 事件角色     | 事件角色   | 事件角色 | 事件角色 |
| ---------- | ------------ | ---------- | -------- | -------- |
| 荻野千花   | 白鳥由里     | 穆宣名     |          |          |
| 千吉良澪   | 夏樹莉緒     | 穆宣名     |          |          |
| 四至本卓治 | 森久保祥太郎 | 曹冀魯     |          |          |
| 辻村牧雄   | 松本保典     | 梁興昌     |          |          |
| 其他角色   |              |            |          |          |
| 小村警官   | 佐藤政道     | 梁興昌     |          |          |
| 女服務生   | 高田晶子     | 曹子琦     |          |          |

「露西亞人偶殺人事件」（第139－143話）
| 角色名稱        | 配音員       | 配音員     |          |          |
| 角色名稱        | 日本         | 台灣ANIMAX |          |          |
| 事件角色        | 事件角色     | 事件角色   | 事件角色 | 事件角色 |
| --------------- | ------------ | ---------- | -------- | -------- |
| 山之内恒聖      | 伊集院源一郎 | 馬伯強     |          |          |
| 神明忠治        | 山口負平     | 蔣鐵城     |          |          |
| 梅園薫          | 鵜飼留美子   | 曹子琦     |          |          |
| 犬飼高志        | 一条和矢     | 李培淞     |          |          |
| 幽月來夢        | 松谷彼哉     | 穆宣名     |          |          |
| 寶田光二        | 内田直哉     | 馬伯強     |          |          |
| 田代富士夫      | 青野武       | 馬伯強     |          |          |
| 桐江想子        | 吉田古奈美   | 穆宣名     |          |          |
| 有頭大介        | 二又一成     | 蔣鐵城     |          |          |
| 桐江純一郎      | 內田直哉     | 蔣鐵城     |          |          |
| 其他角色        |              |            |          |          |
| 史卡烈特·羅塞斯 | 小野健一     | 林正騏     |          |          |

「怪盜紳士的挑戰書」（第144話）
| 安岡章子 | 一城美由希 | 曹子琦 |
| 吉行淳   | 亀山助清   | 梁興昌 |
| 遠藤周介 | 宮本充     | 李培淞 |
| 藤田時繼 | 山田俊司   | 馬伯強 |
| 森京香   | 三石琴乃   | 林美秀 |

「怪奇馬戲團的殺人」（第145－148話）
| 艾妮特根来 | 田村真紀     | 林美秀 |
| 犬神拓郎   | 相澤正輝     | 劉傑   |
| 黑木田紅子 | 水田山葵     | 曹子琦 |
| 海老澤弓夫 | 矢尾一樹     | 林正騏 |
| 黑桃山姆   | 山野浩司     | 劉傑   |
| 紅心約翰   | 林榮作       | 林正騏 |
| 梅花艾德   | 烏賊杉八郎太 | 曹冀魯 |
| 小椋顯人   | 岩永哲哉     | 李培淞 |
| 小椋乃繪留 | 多田葵       | 石薇   |
| 八木沼順三 | 宇垣秀成     | 李培淞 |
| 小椋伸吾   | 忍野尊       | 李培淞 |
| 石川隆     | 江川央生     | 劉傑   |
| 小椋莉莉   | 潘惠子       | 曹子琦 |

### 事件人物（特別篇）
「歌劇院 • 最後的殺人」
| 響静歌     | 藤田淑子   |
| 影島十三   | 山路和弘   |
| 城龍也     | 三木眞一郎 |
| 湖月玲於奈 | 折笠富美子 |
| 繪門泉     | 山崎和佳奈 |
| 冰森冬彦   | 阪口大助   |
| 霧生鋭治   | 古谷徹     |

「吸血鬼傳說殺人事件」
| 角色名稱   | 配音員     |          |          |
| 事件角色   | 事件角色   | 事件角色 | 事件角色 |
| ---------- | ---------- | -------- | -------- |
| 比良川透   | 中尾隆聖   |          |          |
| 湊青子     | 三石琴乃   |          |          |
| 二神育子   | 松岡洋子   |          |          |
| 海谷政夫   | 二又一成   |          |          |
| 猫間純子   | 東沙織     |          |          |
| 緋色景介   | 池田秀一   |          |          |
| 辻由利亞   | 久川綾     |          |          |
| 其他角色   |            |          |          |
| 由利亞父親 | 上別府仁資 |          |          |
| 村民       | 瀧知史     |          |          |

### 事件人物（R系列）
「香港九龍財寶殺人事件」（第1－4話）
| 角色名稱 | 配音員                  | 配音員              | 配音員                |
| 角色名稱 | 日本                    | 臺灣                | 臺灣                  |
| 角色名稱 | 日本                    | Animax              | 台視                  |
| 事件角色 | 事件角色                | 事件角色            | 事件角色              |
| -------- | ----------------------- | ------------------- | --------------------- |
| 楊蘭     | 中川亞紀子              | 石薇                | 楊凱凱                |
| 李白龍   | 千葉一伸                | 夏治世              | 劉明勳                |
| 金龍東   | 森訓久                  | 劉傑                | 吳愷笛                |
| 瀧川龍太 | 濱田賢二小堀幸 （少年） | 曹冀魯萬萬 （少年） | 劉子弘郭景文 （少年） |
| 佐久間猛 | 奈良徹                  | 劉傑                | 吳愷笛                |
| 柳愛碧   | 佐古真弓                | 林美秀              | 邱佩轝                |
| 陳永福   | 梅津秀行                | 曹冀魯              | 張敦喻                |
| 新力     | 飛田展男                | 劉傑                | 吳愷笛                |
| 其他角色 |                         |                     |                       |
| 王龍     | 木下浩之                | 夏治世              | 劉明勳                |
| 楊美琴   | 高橋理惠子              | 林美秀              | 郭景文                |
| 吉長老師 | 永野愛                  | 林美秀              | 郭景文                |
| 數學老師 | 菊本平                  | 夏治世              | 吳愷笛                |
| 年老教師 | 櫻井透                  | 曹冀魯              | 劉明勳                |
| 韓叔叔   | 菊本平                  | 夏治世              | 劉明勳                |
| 范太太   | 藤田美歌子              | 曹子琦              | 邱佩轝                |

「速水玲香與不速之客」（第5話）
| 角色名稱   | 配音員   | 配音員   | 配音員   |
| 角色名稱   | 日本     | 臺灣     | 臺灣     |
| 角色名稱   | 日本     | Animax   | 台視     |
| 事件角色   | 事件角色 | 事件角色 | 事件角色 |
| ---------- | -------- | -------- | -------- |
| 朽沼末吉   | 茂呂師岡 | 夏治世   | 吳愷笛   |
| 其他角色   |          |          |          |
| 御手洗幸男 | 千葉進歩 | 劉傑     | 劉子弘   |

「錬金術殺人事件」（第6－9話）
| 角色名稱       | 配音員                    | 配音員            | 配音員                |
| 角色名稱       | 日本                      | 臺灣              | 臺灣                  |
| 角色名稱       | 日本                      | Animax            | 台視                  |
| 事件角色       | 事件角色                  | 事件角色          | 事件角色              |
| -------------- | ------------------------- | ----------------- | --------------------- |
| 神丘風馬       | 柿原徹也小林聰美 （少年） | 劉傑萬萬 （少年） | 劉子弘邱佩轝 （少年） |
| 一色理科子     | 九十九絹子                | 石薇              | 邱佩轝                |
| 深森螢         | 椎名碧流                  | 萬萬              | 邱佩轝                |
| 鬼澤龍子       | 高乃麗                    | 林美秀            | 楊凱凱                |
| 園光寺忍       | 家中宏                    | 夏治世            | 吳愷笛                |
| 繭村琢也       | 藤本隆弘                  | 曹冀魯            | 吳愷笛                |
| 不二森映       | 沼田祐介                  | 劉傑              | 劉子弘                |
| 谷河克莉絲蒂娜 | 新名彩乃                  | 蘇肇樺            | 邱佩轝                |
| 赤柴大樹       | 中川慶一                  | 曹冀魯            | 劉明勳                |
| 美影紗月       | 宮島依里                  | 曹子琦            | 郭景文                |
| 其他角色       |                           |                   |                       |
| 夕凪遙         | 後藤沙緒里                | 蘇肇樺            | 楊凱凱                |

「獄門塾殺人事件」（第10－14話）
| 角色名稱   | 配音員     | 配音員   | 配音員   |
| 角色名稱   | 日本       | 臺灣     | 臺灣     |
| 角色名稱   | 日本       | Animax   | 台視     |
| 事件角色   | 事件角色   | 事件角色 | 事件角色 |
| ---------- | ---------- | -------- | -------- |
| 氏家貴之   | 菅生隆之   | 曹冀魯   | 劉明勳   |
| 嚴島蘭子   | 竹内順子   | 石薇     | 邱佩轝   |
| 濱秋子     | 金元壽子   | 萬萬     | 邱佩轝   |
| 式部清子   | 木下紗華   | 林美秀   | 楊凱凱   |
| 中屋敷學   | 高橋英則   | 林正騏   | 吳愷笛   |
| 近衛元彦   | 清水一貴   | 劉傑     | 劉明勳   |
| 鯨木大介   | 木村昴     | 曹冀魯   | 吳愷笛   |
| 海堂瞳     | 逢澤由理香 | 林美秀   | 郭景文   |
| 繪波由梨香 | 五十嵐由佳 | 林美秀   | 郭景文   |
| 霧澤透     | 朝比奈拓見 | 林正騏   | 劉子弘   |
| 茂呂井連   | 小田久史   | 李培松   | 劉子弘   |
| 赤尾一葉   | 小野健一   | 林正騏   | 劉明勳   |
| 其他角色   |            |          |          |
| 藍野修治   | 羽多野渉   | 林正騏   | 劉子弘   |
| 溝岸刑警   | 加藤清司   | 劉傑     | 張敦喻   |
| 川上優子   | 多田好     | 曹子琦   | 郭景文   |

「高度一萬公尺的殺人」（第15－16話）
| 角色名稱   | 配音員       | 配音員             | 配音員               |
| 角色名稱   | 日本         | 臺灣               | 臺灣                 |
| 角色名稱   | 日本         | Animax             | 台視                 |
| 事件角色   | 事件角色     | 事件角色           | 事件角色             |
| ---------- | ------------ | ------------------ | -------------------- |
| 志田智明   | 園部好德     | 周寧               | 劉子弘               |
| 小金井守   | 遊佐浩二     | 周寧               | 劉子弘               |
| 加賀谷唯   | 小松由佳     | 林美秀             | 邱佩轝               |
| 桃山燈     | 朝井彩加     | 蘇肇樺             | 郭景文               |
| 關口忍     | 田村真       | 曹冀魯             | 張敦喻               |
| 石田麻利亞 | 河原木志穂   | 林美秀             | 邱佩轝               |
| 大越豐     | 藤原貴弘     | 周寧               | 吳愷笛               |
| 其他角色   |              |                    |                      |
| 旅行遊客   | 東京勁舞娃娃 | 林美秀 蘇肇樺 石薇 | 郭景文 邱佩轝 楊凱凱 |
| 機上乘客   | 小島英樹     | 劉傑               | 劉明勳               |
| 機上廣播   | 大津愛理     | 林美秀             | 邱佩轝               |
| 管制塔主任 | 齋藤寬仁     | 曹冀魯             | 張敦喻               |
| 管制塔職員 | 濱野大輝     | 周寧               | 劉明勳               |

「露營場的"怪"事件」（第17話）
| 角色名稱   | 配音員   | 配音員   | 配音員   |
| 角色名稱   | 日本     | 臺灣     | 臺灣     |
| 角色名稱   | 日本     | Animax   | 台視     |
| 事件角色   | 事件角色 | 事件角色 | 事件角色 |
| ---------- | -------- | -------- | -------- |
| 岡崎浩司郎 | 金本涼輔 | 劉傑     | 劉明勳   |
| 鷹野樹里   | 橋本結   | 林美秀   | 邱佩轝   |
| 秋峰茜     | 原優子   | 蘇肇樺   | 郭景文   |
| 其他角色   |          |          |          |
| 咖啡店老闆 | 佐藤友啓 | 劉傑     | 劉明勳   |

「跳水池的惡靈」（第18話）
| 角色名稱   | 配音員   | 配音員 | 配音員 |
| 角色名稱   | 日本     | 臺灣   | 臺灣   |
| 角色名稱   | 日本     | Animax | 台視   |
| ---------- | -------- | ------ | ------ |
| 潮美波留   | 福圓美里 | 林美秀 | 黃玉奇 |
| 虹枝光世   | 雪野五月 | 蘇肇樺 | 郭景文 |
| 水樹流奈   | 日笠陽子 | 萬萬   | 邱佩轝 |
| 早宮葵     | 茉莉邑薫 | 曹子琦 | 邱佩轝 |
| 其他角色   |          |        |        |
| 刑警       | 堀内賢雄 | 劉傑   | 吳愷笛 |
| 咖啡店老闆 | 佐藤友啓 | 劉傑   | 劉明勳 |
| 阿一的母親 | 潘惠子   | 林美秀 | 郭景文 |

「劍持警部的殺人」（第19－22話）
| 角色名稱   | 配音員     | 配音員   | 配音員   |
| 角色名稱   | 日本       | 臺灣     | 臺灣     |
| 角色名稱   | 日本       | Animax   | 台視     |
| 事件角色   | 事件角色   | 事件角色 | 事件角色 |
| ---------- | ---------- | -------- | -------- |
| 毒島陸     | 丹澤晃之   | 林正騏   | 張敦喻   |
| 多間木匠   | 内田雄馬   | 劉傑     | 吳愷笛   |
| 魚崎葉平   | 小田柿悠太 | 曹冀魯   | 劉子弘   |
| 青井零兒   | 玉木雅士   | 曹冀魯   | 劉子弘   |
| 湖森涼介   | 阪口周平   | 林正騏   | 劉明勳   |
| 十神繪里奈 | 中村千繪   | 林美秀   | 郭景文   |
| 十神瑪利奈 | 渡邊佳美   | 林美秀   | 邱佩轝   |
| 其他角色   |            |          |          |
| 正野刑警   | 高木涉     | 林正騏   | 劉子弘   |
| 劍持和枝   | 皆口裕子   | 林美秀   | 邱佩轝   |
| 吉長老師   | 永野愛     | 林美秀   | 郭景文   |
| 敦子       | 中村優里   | 曹子琦   | 邱佩轝   |

「遊戲館殺人事件」（第23－25話）
| 角色名稱 | 配音員   | 配音員   | 配音員   |
| 角色名稱 | 日本     | 臺灣     | 臺灣     |
| 角色名稱 | 日本     | Animax   | 台視     |
| 事件角色 | 事件角色 | 事件角色 | 事件角色 |
| -------- | -------- | -------- | -------- |
| 麥林美佳 | 唐澤潤   | 蘇肇樺   | 邱佩轝   |
| 菊川梢   | 柚木涼香 | 林美秀   | 郭景文   |
| 杉本潤   | 近藤隆   | 曹冀魯   | 劉子弘   |
| 霜村生馬 | 水島大宙 | 劉傑     | 吳愷笛   |
| 霜村志保 | 堀越真己 | 石薇     | 郭景文   |
| 寶樹滋   | 織田圭祐 | 夏治世   | 吳愷笛   |
| 遊戲大師 | 不適用   | 夏治世   | 劉明勳   |

「金田一少年敢死之行」（第26－29話）
| 角色名稱 | 配音員     | 配音員   | 配音員   |
| 角色名稱 | 日本       | 臺灣     | 臺灣     |
| 角色名稱 | 日本       | Animax   | 台視     |
| 事件角色 | 事件角色   | 事件角色 | 事件角色 |
| -------- | ---------- | -------- | -------- |
| 周龍道   | 釘宮理恵   | 崔媛     | 郭景文   |
| 南麗晶   | 井上麻里奈 | 石薇     | 邱佩轝   |
| 江健一   | 新垣樽助   | 曹冀魯   | 劉子弘   |
| 香胡蝶   | 松浦知惠   | 石薇     | 郭景文   |
| 藤井文香 | 魏涼子     | 崔媛     | 邱佩轝   |
| 松岡修治 | 楠大典     | 劉傑     | 吳愷笛   |
| 四之宮徹 | 武虎       | 曹冀魯   | 劉子弘   |
| 神山     | 西村太佑   | 林正騏   | 劉子弘   |
| 其他角色 |            |          |          |
| 狩谷周平 | 松山鷹志   | 夏治世   | 張敦喻   |

「血溜之間殺人事件」（第30－31話）
| 角色名稱   | 配音員     | 配音員   | 配音員   |
| 角色名稱   | 日本       | 臺灣     | 臺灣     |
| 角色名稱   | 日本       | Animax   | 台視     |
| 事件角色   | 事件角色   | 事件角色 | 事件角色 |
| ---------- | ---------- | -------- | -------- |
| 小角由香里 | 能登麻美子 | 崔媛     | 郭景文   |
| 海峰學     | 吉野裕行   | 林正騏   | 劉子弘   |
| 天元花織   | 鷲尾伶菜   | 孫欣瑜   | 邱佩轝   |
| 岡目秀策   | 高戶靖廣   | 林正騏   | 吳愷笛   |
| 三石勳     | 間島淳司   | 劉傑     | 劉明勳   |
| 星桂馬     | 菅沼久義   | 劉傑     | 吳愷笛   |
| 其他角色   |            |          |          |
| 海峰的母親 | 織田一穗   | 石薇     | 邱佩轝   |

「薔薇十字館殺人事件」（第32－36話）
| 角色名稱   | 配音員     | 配音員   | 配音員   |
| 角色名稱   | 日本       | 臺灣     | 臺灣     |
| 角色名稱   | 日本       | Animax   | 台視     |
| 事件角色   | 事件角色   | 事件角色 | 事件角色 |
| ---------- | ---------- | -------- | -------- |
| 月讀吉賽兒 | 澤城美雪   | 林美秀   | 郭景文   |
| 白樹紅音   | 本名陽子   | 石薇     | 邱佩轝   |
| 毛利御門   | 山路和弘   | 曹冀魯   | 吳愷笛   |
| 佐久羅京   | 川田紳司   | 劉傑     | 劉子弘   |
| 冬野八重姫 | 皆川純子   | 石薇     | 楊凱凱   |
| 祭澤一心   | 津田健次郎 | 劉傑     | 吳愷笛   |
| 禪田美瑠久 | 岡村明美   | 林美秀   | 郭景文   |
| 小金井睦   | 町田政則   | 曹冀魯   | 張敦喻   |
| 皇翔       | 岩崎征實   | 曹冀魯   | 吳愷笛   |
| 其他角色   |            |          |          |
| 美咲蓮花   | 杉本優     | 石薇     | 邱佩轝   |
| 高遠的養父 | 木村雅史   | 曹冀魯   | 吳愷笛   |

「凌晨4點40分的槍聲」（第37話）
| 角色名稱 | 配音員     | 配音員     | 配音員     |
| 角色名稱 | 日本       | 臺灣       | 臺灣       |
| 角色名稱 | 日本       | Animax     | 台視       |
| 事件角色 | 事件角色   | 事件角色   | 事件角色   |
| -------- | ---------- | ---------- | ---------- |
| 雪峯美砂 | 恆松步     | 石薇       | 楊凱凱     |
| 丸谷瑠奈 | 小林沙苗   | 崔媛       | 郭景文     |
| 村山智彦 | 上田燿司   | 林正騏     | 吳愷笛     |
| 奥嘉夫   | 劇中無台詞 | 劇中無台詞 | 劇中無台詞 |
| 其他角色 |            |            |            |
| 警官     | 虎島貴明   | 林正騏     | 劉子弘     |

「明智警部之事件簿」（SP）
| 角色名稱     | 配音員     | 配音員     |          |
| 角色名稱     | 日本       | 台灣ANIMAX |          |
| 事件角色     | 事件角色   | 事件角色   | 事件角色 |
| ------------ | ---------- | ---------- | -------- |
| 小林龍太郎   | 千葉雄大   | 林正騏     |          |
| 貴島洋平     | 咲野俊介   | 曹冀魯     |          |
| 杉田圓       | 生天目仁美 | 石薇       |          |
| 三橋健三     | 高橋廣司   | 夏治世     |          |
| 捜査一課課長 | 黑田崇矢   | 曹冀魯     |          |
| 貴島順一     | 五代高之   | 夏治世     |          |
| 藤堂         | 品村渉     | 何志威     |          |
| 山田和夫     | 真木駿一   | 何志威     |          |
| 根元         | 伊丸岡篤   | 何志威     |          |
| 荒川         | 三輪隆博   | 劉傑       |          |
| 佐竹         | 室元氣     | 曹冀魯     |          |
| 渡部         | 蟹江俊介   | 夏治世     |          |
| 飯田         | 平山拓實   | 林正騏     |          |

「雪鬼傳說殺人事件」（第38－41話）
| 角色名稱   | 配音員     | 配音員     |          |
| 角色名稱   | 日本       | 台灣ANIMAX |          |
| 事件角色   | 事件角色   | 事件角色   | 事件角色 |
| ---------- | ---------- | ---------- | -------- |
| 月見里光   | 諏訪部順一 | 劉傑       |          |
| 黑木守     | 小西克幸   | 夏治世     |          |
| 影平文芽   | 村中知     | 崔媛       |          |
| 鯖木海人   | 安元洋貴   | 林正騏     |          |
| 雲澤夏樹   | 五十嵐裕美 | 孫欣瑜     |          |
| 椿原紅湖   | 伊瀬茉莉也 | 崔媛       |          |
| 鷹山翼     | 保志総一朗 | 曹冀魯     |          |
| 斧寺空美   | 藤村歩     | 孫欣瑜     |          |
| 柊森一郎   | 小林親弘   | 林正騏     |          |
| 松島田學   | 宮内敦士   | 曹冀魯     |          |
| 其他角色   |            |            |          |
| 雪原沙耶香 | 茅野愛衣   | 孫欣瑜     |          |
| 相馬真紀   | 北川里奈   | 孫欣瑜     |          |

「女醫師的詭異企圖」（第42話）
| 角色名稱 | 配音員   | 配音員     |          |
| 角色名稱 | 日本     | 台灣ANIMAX |          |
| 事件角色 | 事件角色 | 事件角色   | 事件角色 |
| -------- | -------- | ---------- | -------- |
| 柏木醫師 | 坂本真綾 | 石薇       |          |
| 其他角色 |          |            |          |
| 大塚醫師 | 高橋伸也 | 夏治世     |          |

「消失的金牌之謎」（第43話）
| 角色名稱 | 配音員   | 配音員     |          |
| 角色名稱 | 日本     | 台灣ANIMAX |          |
| 事件角色 | 事件角色 | 事件角色   | 事件角色 |
| -------- | -------- | ---------- | -------- |
| 鮫島進   | 磯部勉   | 夏治世     |          |
| 龜井保   | 桐本拓哉 | 林正騏     |          |
| 若杉健太 | 保村真   | 林正騏     |          |
| 鮎川由里 | 菊地美香 | 林美秀     |          |

「狐火漂流殺人事件」（第44－47話）
| 角色名稱     | 配音員       | 配音員     |          |
| 角色名稱     | 日本         | 台灣ANIMAX |          |
| 事件角色     | 事件角色     | 事件角色   | 事件角色 |
| ------------ | ------------ | ---------- | -------- |
| 神小路陸     | 櫻井孝宏     | 林正騏     |          |
| 桃瀬心平     | 鳥海浩輔     | 劉傑       |          |
| 霧谷凛       | 仙台惠理     | 孫欣瑜     |          |
| 鐘本燈里     | 森谷里美     | 崔媛       |          |
| 梨村亮       | 高城元氣     | 夏治世     |          |
| 緋森美咲     | 淺野真澄     | 孫欣瑜     |          |
| 蟬澤忍       | 森久保祥太郎 | 劉傑       |          |
| 乾光太郎     | 市來光弘     | 林正騏     |          |
| 月江茉莉香   | 阿澄佳奈     | 石薇       |          |
| 其他角色     |              |            |          |
| 茉莉香的母親 | 大原沙耶香   | 孫欣瑜     |          |
| 凜的父親     | 山岸治雄     | 夏治世     |          |
| 陸的父親     | 高塚正也     | 夏治世     |          |
| 陸的母親     | 茂呂田薰     | 孫欣瑜     |          |
| 派出所警官   | 阪卷學       | 林正騏     |          |

## 製作人員

### 金田一少年之事件簿（1997 - 2000）
| 原作者   | 原案：天樹征丸                                                                           |
| 原作者   | 原作：金成陽三郎                                                                         |
| 原作者   | 漫畫：佐藤文也（講談社 週刊少年Magazine連載）(文庫刊)                                    |
| 製作人   | 諏訪道彦（讀賣電視台）・清水慎治（東映動畫）・渡邊哲也（電通）                           |
| 製作擔當 | 樋口宗久（1話〜105話）、野田由紀夫（69話〜最終話）※69話〜105話は樋口と野田の連名         |
| 音樂     | 和田薰                                                                                   |
| 人物設計 | 荒木伸吾、姫野美智、香川久（13話〜23話、28話〜31話）、窪秀已（24話〜27話、32話〜最終話） |
| 美術設計 | 渡邊佳人                                                                                 |
| 美術設定 | 内川文廣、秦秀信（24話〜最終話）                                                         |
| 系列導演 | 西尾大介                                                                                 |
| 色彩設計 | 辻田邦夫、森田博、澤田豐二                                                               |
| 制作協力 | 東映                                                                                     |
| 制作     | 讀賣電視台、電通、東映動畫                                                               |

### 金田一少年之事件簿 SP（2007）
| 原作                 | 天樹征丸                                                        |
| 漫畫                 | 佐藤文也 （講談社 週刊少年Magazine連載 「金田一少年之事件簿」） |
| 企畫・總製作人       | 諏訪道彦（讀賣電視台）、清水慎治 （東映動畫）                   |
| 製作人               | 永井幸治（讀賣電視台）、鷲尾天（東映動畫）                      |
| 音樂                 | 和田薫                                                          |
| 製作擔當             | 樋口宗久                                                        |
| 人物設計・總作畫監督 | 竹田欣弘（SP1）、真庭秀明（SP2）                                |
| 色彩設計             | 辻田邦夫                                                        |
| 美術                 | 秋山健太郎（SP1）、渡邊佳人（SP2）                              |
| 監督                 | 伊藤尚往（SP1）、宇田鋼之介（SP2）                              |
| 動畫製作協力         | スタジオガゼル、MAGICBUS                                        |
| 制作協力             | 東映                                                            |
| 制作                 | ytv、電通、東映動畫                                             |

### 金田一少年之事件簿 R（2014 - 2016）
| 原作           | 天樹征丸                                                                     |
| 漫畫           | 佐藤文也（講談社「週刊少年Magazine」連載）                                   |
| 企畫・總製作人 | 諏訪道彦（ytv）、清水慎治（東映動畫）                                        |
| 制作統括       | 小石川伸哉（ytv）、風間厚徳（東映動畫）                                      |
| 製作人         | 永井幸治（ytv）、西尾大介、木戸睦（東映動畫）→石川啓、二階堂理紗（東映動畫） |
| 音樂           | 和田薫                                                                       |
| 音響監督       | 本田保則                                                                     |
| 製作经理       | 柳義明                                                                       |
| 美術監督・美術 | 市岡茉衣 (美峰)→桐木裕美子（美峰）                                           |
| 美術設定       | 李炫定、野村正信 (美峰)                                                      |
| 色彩設計       | 丰永真一                                                                     |
| 人物設計       | 浅沼昭弘                                                                     |
| 系列導演       | 土田丰→池田洋子                                                              |
| 攝影監督       | 五十嵐慎一→石塚知美                                                          |
| 編集           | 西村英一→片濑健太                                                            |
| 錄音           | 伊藤光晴                                                                     |
| 錄音助手       | 林奈緒美                                                                     |
| 効果           | 伊藤道廣                                                                     |
| 選曲           | 水野                                                                         |
| 助理製作人     | 二階堂理紗                                                                   |
| 制作主任       | 原万里菜                                                                     |
| 选角           | 大山恵子、小浜匠→吉田理保子                                                  |
| 制作協力       | 東映                                                                         |
| 制作           | 讀賣電視台、東映動畫                                                         |

## 主題曲

### 金田一少年之事件簿 （1997 - 2000）
| 類別   | 歌曲                                | 話數                | 作詞                     | 作曲                            | 編曲                            | 歌手                    |
| ------ | ----------------------------------- | ------------------- | ------------------------ | ------------------------------- | ------------------------------- | ----------------------- |
| 片頭曲 | 《CONFUSED MEMORIES》【困惑的記憶】 | 第1話 - 第23話      | MARC                     | 久保こーじ                      | 久保こーじ/製作人：小室哲哉     | 圓谷憂子                |
| 片頭曲 | 《meet again》【再次相遇】          | SP、第24話 - 第42話 | aki                      | aki                             | Laputa、佐藤宣彦                | Laputa                  |
| 片頭曲 | 《》【因為有你】                    | 第43話 - 第69話     | 西脇唯                   | 西脇唯                          | 水島康貴                        | 西脇唯                  |
| 片頭曲 | 《BRAVE》【勇敢】                   | 第70話 - 第83話     | 早瀬圭志                 | 上峰芹                          | 古井弘人                        | GRASS ARCADE            |
| 片頭曲 | 《Justice～Future Mystery～》       | 第84話 - 第105話    | 永野椎菜                 | 高山南                          | TWO-MIX                         | 高山美瑠 with TWO-MIX   |
| 片頭曲 | 《Why? (FUNKY VERSION)》            | 第106話 - 第138話   | 戸沢暢美                 | KIM・CHANGHWAN                  | KIM・WOOJIN                     | COLOR                   |
| 片頭曲 | 《Never Say Why, Never Say No》     | 第139話 - 最終話    | 小室みつ子、前田たかひろ | 小室哲哉                        | 小室哲哉                        | 566 feat. 中野小百合    |
| 片尾曲 | 《2人》                             | 第1話 - 第17話      | 秋元康                   | 松本俊明                        | 京田誠一                        | 友坂理惠                |
| 片尾曲 | 《Boo Bee MAGIC》【布比魔法】       | 第18話 - 第29話     | NoB                      | MASAKI                          | M.N.R.G.                        | 鈴木紗理奈              |
| 片尾曲 | 《Mysterious night》【神秘之夜】    | 第30話 - 第42話     | 川名卓馬、中田あきこ     | 川名卓馬                        | 川名卓馬                        | R-ORANGE                |
| 片尾曲 | 《White page》【白色書頁】          | 第43話 - 第62話     | 佐々木享                 | 佐々木享                        | 西平彰                          | Platinum Peppers Family |
| 片尾曲 | 《》                                | 第63話 - 第73話     | 相田毅                   | 朝本浩文/プロデュース：藤井丈司 | 朝本浩文/プロデュース：藤井丈司 | 廣末涼子                |
| 片尾曲 | 《》                                | 第74話 - 第87話     | 西脇唯                   | 西脇唯                          | 柿崎洋一郎                      | 西脇唯                  |
| 片尾曲 | 《Believe Myself》                  | 第88話 - 第98話     | 舩木基有                 | 岩井勇一郎                      | New Cinema蜥蜴                  | New Cinema蜥蜴          |
| 片尾曲 | 《Sink》                            | 第99話 - 第110話    | Ryutaro                  | adashi                          | Plastic Tree、成田忍            | Plastic Tree            |
| 片尾曲 | 《》                                | 第111話 - 第130話   | CASCADE                  | MASASHI                         | CASCADE、西田マサラ             | CASCADE                 |
| 片尾曲 | 《》                                | 第131話 - 第147話   | HAKUEI                   | PENICILLIN                      | PENICILLIN & 本田恭之           | PENICILLIN              |
| 片尾曲 | 《》                                | 最終話              | 西脇唯                   | 西脇唯                          | 水島康貴                        | 西脇唯                  |

### 金田一少年之事件簿 R（2014 - 2016）
| 類別   | 歌曲                | 話數               | 作詞                    | 作曲                         | 編曲                 | 歌手                         |
| ------ | ------------------- | ------------------ | ----------------------- | ---------------------------- | -------------------- | ---------------------------- |
| 片頭曲 | 「BRAND NEW STORY」 | 第1話-第14話       | 藤林聖子                | 渡邊徹                       | 江口亮               | 東京勁舞娃娃（Epic Records） |
| 片頭曲 | 「」                | 第15話-第25话      |                         |                              |                      | MUCC                         |
| 片頭曲 | 「」                | 第26話-第37話 & SP | Satomi                  | S・ラフマニノフ、西本智實    | 西本智實、倉内達矢   | NEWS                         |
| 片頭曲 | 「」                | 第38話-第47話      | FOREST YOUNG            | Shunsuke Harada、TKMZ        | Shunsuke Harada      | KAT-TUN                      |
| 片尾曲 | 「」                | 第1話-第14話       | Yuta Yoneyama，玉井健二 | 矢田亨                       | 玉井健二，釣俊輔     | 安田麗（SME Records）        |
| 片尾曲 | 「」                | 第15話-第25話      | MICHIRU                 | MICHIRU                      | シライシ紗トリ       | 7!!                          |
| 片尾曲 | 「」                | 第26話-第37話 & SP | 小竹正人                | 前迫潤哉、RUSH EYE、春川仁志 | RUSH EYE、春川仁志   | Flower                       |
| 片尾曲 | 「」                | 第38話-第47話      | 斎藤仁久                | 斎藤仁久、小高光太郎         | 斎藤仁久、小高光太郎 | 曉月凛                       |

## 單元集數

### 金田一少年之事件簿 （1997 - 2000）
標題為粗體表示動畫版原創故事。
| 播放日期       | 集數 | 中文標題                                     | 日文標題 | 脚本       | （分鏡） 演出           | 作畫監督          | 美術                  |
| -------------- | ---- | -------------------------------------------- | -------- | ---------- | ----------------------- | ----------------- | --------------------- |
| 1997年4月7日   | 1    | 「學園七不思議殺人事件」檔案1                | 「」1    | 島田滿     | 西尾大介                | 茅野京子          | 渡邊佳人              |
| 1997年4月14日  | 2    | 「學園七不思議殺人事件」檔案2                | 「」2    | 島田滿     | 梅澤淳稔                | 窪秀已            | 杉浦正一郎            |
| 1997年4月21日  | 3    | 「學園七不思議殺人事件」檔案3                | 「」3    | 島田滿     | 宇田鋼之介              | 近藤優次          | 渡邊佳人              |
| 1997年4月28日  | 4    | 「悲戀湖傳說殺人事件」檔案1                  | 「」1    | 橋本裕志   | 明比正行                | 三浦和也          | 渡邊佳人              |
| 1997年5月5日   | 5    | 「悲戀湖傳說殺人事件」檔案2                  | 「」2    | 橋本裕志   | 小坂春女                | 真庭秀明          | 杉浦正一郎            |
| 1997年5月12日  | 6    | 「悲戀湖傳說殺人事件」檔案3                  | 「」3    | 橋本裕志   | 山田徹                  | 稻葉仁            | 渡邊佳人              |
| 1997年5月19日  | 7    | 「蠟人形城殺人事件」檔案1                    | 「」1    | 遠藤明範   | 明比正行                | 茅野京子          | 渡邊佳人              |
| 1997年5月26日  | 8    | 「蠟人形城殺人事件」檔案2                    | 「」2    | 遠藤明範   | 梅澤淳稔                | 真庭秀明          | 杉浦正一郎            |
| 1997年6月2日   | 9    | 「蠟人形城殺人事件」檔案3                    | 「」3    | 遠藤明範   | 宇田鋼之介              | 淺沼昭弘          | 渡邊佳人              |
| 1997年6月9日   | 10   | 「怪盜紳士的殺人」檔案1                      | 「」1    | 橋本裕志   | 小坂春女                | 近藤優次          | 佐藤信                |
| 1997年6月16日  | 11   | 「怪盜紳士的殺人」檔案2                      | 「」2    | 橋本裕志   | 西尾大介                | 窪秀已            | 杉浦正一郎            |
| 1997年6月23日  | 12   | 「怪盜紳士的殺人」檔案3                      | 「」3    | 橋本裕志   | 山田徹                  | 三浦和也          | 渡邊佳人              |
| 1997年6月30日  | 13   | 「悲報島殺人事件」檔案1                      | 「」1    | 遠藤明範   | 明比正行                | 稻葉仁            | 勝又アイ子            |
| 1997年7月7日   | 14   | 「悲報島殺人事件」檔案2                      | 「」2    | 遠藤明範   | 宇田鋼之介              | 浅沼昭弘          | 渡辺佳人              |
| 1997年7月14日  | 15   | 「悲報島殺人事件」檔案3                      | 「」3    | 遠藤明範   | 梅澤淳稔                | 真庭秀明          | 渡辺佳人              |
| 1997年7月21日  | 16   | 「惡魔組曲殺人事件」檔案1                    | 「」1    | 遠藤明範   | 小坂春女                | 茅野京子          | 杉浦正一郎            |
| 1997年7月28日  | 17   | 「惡魔組曲殺人事件」檔案2                    | 「」2    | 遠藤明範   | 山田徹                  | 近藤優次          | 渡邊佳人              |
| 1997年8月4日   | 18   | 「飛驒機關宅邸殺人事件」檔案1                | 「」1    | 井上敏樹   | 梅澤淳稔                | 窪秀已            | 脇威志                |
| 1997年8月11日  | 19   | 「飛驒機關宅邸殺人事件」檔案2                | 「」2    | 井上敏樹   | 竹之内和久              | 三浦和也          | 杉浦正一郎            |
| 1997年8月18日  | 20   | 「飛驒機關宅邸殺人事件」檔案3                | 「」3    | 井上敏樹   | 明比正行                | 稲葉仁            | 渡邊佳人              |
| 1997年8月25日  | 21   | 「歌劇院殺人事件」檔案1                      | 「」1    | 島田滿     | 小村敏明                | 浅沼昭弘          | 脇威志                |
| 1997年9月1日   | 22   | 「歌劇院殺人事件」檔案2                      | 「」2    | 島田滿     | 宇田鋼之介              | 真庭秀明          | 杉浦正一郎            |
| 1997年9月8日   | 23   | 「歌劇院殺人事件」檔案3                      | 「」3    | 島田滿     | 西尾大介                | 高木雅之 市川慶一 | 渡邊佳人              |
| 1997年10月13日 | SP   | 「死神病院殺人事件」                         | 「」     | 遠藤明範   | 小村敏明 西尾大介       | 浅沼昭弘 真庭秀明 | 脇威志 杉浦正一郎     |
| 1997年10月20日 | 24   | 「金田一少年的殺人」檔案1                    | 「」1    | 橋本裕志   | 小坂春女                | 窪秀已            | 脇威志                |
| 1997年10月27日 | 25   | 「金田一少年的殺人」檔案2                    | 「」2    | 橋本裕志   | 梅澤淳稔                | 稻葉仁            | 杉浦正一郎            |
| 1997年11月3日  | 26   | 「金田一少年的殺人」檔案3                    | 「」3    | 橋本裕志   | 明比正行                | 三浦和也          | 渡邊佳人              |
| 1997年11月10日 | 27   | 「金田一少年的殺人」檔案4                    | 「」4    | 橋本裕志   | 宇田鋼之介              | 高木雅之 市川慶一 | 渡邊佳人              |
| 1997年11月17日 | 28   | 「幽靈客船殺人事件」檔案1                    | 「」1    | 島田滿     | 竹之内和久              | 志村隆行          | 杉浦正一郎            |
| 1997年11月24日 | 29   | 「幽靈客船殺人事件」檔案2                    | 「」2    | 島田滿     | 山田徹                  | 稻葉仁            | 黑田淳一              |
| 1997年12月1日  | 30   | 「幽靈客船殺人事件」檔案3                    | 「」3    | 島田滿     | 梅澤淳稔                | 三浦和也          | 渡邊佳人              |
| 1997年12月8日  | 31   | 「幽靈客船殺人事件」檔案4                    | 「」4    | 島田滿     | 小村敏明                | 浅沼昭弘          | 杉浦正一郎            |
| 1997年12月15日 | 32   | 「冰點下15度的殺意」                         | 「」     | 遠藤明範   | 明比正行                | 真庭秀明          | 黑田淳一              |
| 1998年1月12日  | 33   | 「魔術列車殺人事件」檔案1                    | 「」1    | 井上敏樹   | 竹之内和久              | 窪秀已            | 渡邊佳人              |
| 1998年1月19日  | 34   | 「魔術列車殺人事件」檔案2                    | 「」2    | 井上敏樹   | 橋本光夫                | 高木雅之 市川慶一 | 杉浦正一郎            |
| 1998年1月26日  | 35   | 「魔術列車殺人事件」檔案3                    | 「」3    | 井上敏樹   | 小坂春女                | 稻葉仁            | 松本健治              |
| 1998年2月2日   | 36   | 「魔術列車殺人事件」檔案4                    | 「」4    | 井上敏樹   | 梅澤淳稔                | 志村隆行          | 渡邊佳人              |
| 1998年2月9日   | 37   | 「雪夜叉傳說殺人事件」檔案1                  | 「」1    | 西岡琢也   | 明比正行                | 佐藤陽子          | 杉浦正一郎            |
| 1998年2月16日  | 38   | 「雪夜叉傳說殺人事件」檔案2                  | 「」2    | 西岡琢也   | 小村敏明                | 淺沼昭弘          | 德重賢                |
| 1998年2月23日  | 39   | 「雪夜叉傳說殺人事件」檔案3                  | 「」3    | 西岡琢也   | 竹之内和久              | 真庭秀明          | 渡邊佳人              |
| 1998年3月2日   | 40   | 「塔羅山莊殺人事件」檔案1                    | 「」1    | 井上敏樹   | 梅澤淳稔                | 窪秀已            | 杉浦正一郎            |
| 1998年3月9日   | 41   | 「塔羅山莊殺人事件」檔案2                    | 「」2    | 井上敏樹   | 小坂春女                | 高木雅之 市川慶一 | 渡辺佳人              |
| 1998年3月16日  | 42   | 「塔羅山莊殺人事件」檔案3                    | 「」3    | 井上敏樹   | 橋本光夫                | 稻葉仁            | 松本健治              |
| 1998年4月13日  | 43   | 「黑死蝶殺人事件」檔案1                      | 「」1    | 井上敏樹   | 明比正行                | 佐藤陽子          | 杉浦正一郎            |
| 1998年4月20日  | 44   | 「黑死蝶殺人事件」檔案2                      | 「」2    | 井上敏樹   | 梅澤淳稔                | 真庭秀明          | 渡邊佳人              |
| 1998年4月27日  | 45   | 「黑死蝶殺人事件」檔案3                      | 「」3    | 井上敏樹   | 山田徹                  | 志村隆行          | 杉浦正一郎            |
| 1998年5月11日  | 46   | 「黑死蝶殺人事件」檔案4                      | 「」4    | 井上敏樹   | 小坂春女                | 窪秀已            | 渡邊佳人              |
| 1998年5月18日  | 47   | 「速水玲香誘拐殺人事件」檔案1                | 「」1    | 橋本裕志   | 小村敏明                | 浅沼昭弘          | 杉浦正一郎            |
| 1998年5月25日  | 48   | 「速水玲香誘拐殺人事件」檔案2                | 「」2    | 橋本裕志   | 竹之内和久              | 稻葉仁            | 鹽崎廣光              |
| 1998年6月1日   | 49   | 「速水玲香誘拐殺人事件」檔案3                | 「」3    | 橋本裕志   | 明比正行                | 佐藤陽子          | 渡邊佳人              |
| 1998年6月8日   | 50   | 「速水玲香誘拐殺人事件」檔案4                | 「」4    | 橋本裕志   | 梅澤淳稔                | 真庭秀明          | 杉浦正一郎            |
| 1998年6月15日  | 51   | 「法蘭西銀幣殺人事件」檔案1                  | 「」1    | 遠藤明範   | 橋本光夫                | 窪秀已            | 渡辺佳人              |
| 1998年6月22日  | 52   | 「法蘭西銀幣殺人事件」檔案2                  | 「」2    | 遠藤明範   | 小坂春女                | 志村隆行          | 杉浦正一郎            |
| 1998年6月29日  | 53   | 「法蘭西銀幣殺人事件」檔案3                  | 「」3    | 遠藤明範   | 明比正行                | 高木雅之 市川慶一 | 行信三                |
| 1998年7月6日   | 54   | 「法蘭西銀幣殺人事件」檔案4                  | 「」4    | 遠藤明範   | 梅澤淳稔                | 佐藤陽子          | 渡辺佳人              |
| 1998年7月13日  | 55   | 「是誰殺了女神?」                            | 「」     | 矢島大輔   | 竹之内和久              | 稲葉仁            | 杉浦正一郎            |
| 1998年7月27日  | 56   | 「魔神遺跡殺人事件」檔案1                    | 「」1    | 矢島大輔   | 小村敏明                | 浅沼昭弘          | 渡辺佳人              |
| 1998年8月3日   | 57   | 「魔神遺跡殺人事件」檔案2                    | 「」2    | 矢島大輔   | 山田徹                  | 真庭秀明          | 杉浦正一郎            |
| 1998年8月10日  | 58   | 「魔神遺跡殺人事件」檔案3                    | 「」3    | 矢島大輔   | 小坂春女                | 志村隆行          | 渡辺佳人              |
| 1998年8月17日  | 59   | 「魔神遺跡殺人事件」檔案4                    | 「」4    | 矢島大輔   | 宇田鋼之介              | 窪秀已            | 行信三                |
| 1998年8月24日  | 60   | 「墓場島殺人事件」檔案1                      | 「」1    | 井上敏樹   | 橋本光夫                | 高木雅之 市川慶一 | 杉浦正一郎            |
| 1998年8月31日  | 61   | 「墓場島殺人事件」檔案2                      | 「」2    | 井上敏樹   | 明比正行                | 佐藤陽子          | 渡辺佳人              |
| 1998年9月7日   | 62   | 「墓場島殺人事件」檔案3                      | 「」3    | 井上敏樹   | 梅澤淳稔                | 真庭秀明          | 杉浦正一郎            |
| 1998年9月14日  | 63   | 「明智警視的華麗推理」                       | 「」     | 島田滿     | 西尾大介                | 稲葉仁            | 渡辺佳人              |
| 1998年10月12日 | 64   | 「鬼火島殺人事件」檔案1                      | 「」1    | 井上敏樹   | 小村敏明                | 浅沼昭弘          | 塩崎広光              |
| 1998年10月19日 | 65   | 「鬼火島殺人事件」檔案2                      | 「」2    | 井上敏樹   | 小坂春女                | 志村隆行          | 杉浦正一郎            |
| 1998年10月26日 | 66   | 「鬼火島殺人事件」檔案3                      | 「」3    | 井上敏樹   | 竹之内和久              | 高木雅之 市川慶一 | 渡辺佳人              |
| 1998年11月2日  | 67   | 「鬼火島殺人事件」檔案4                      | 「」4    | 井上敏樹   | 明比正行                | 窪秀已            | 杉浦正一郎            |
| 1998年11月9日  | 68   | 「劍持警部的秘密」檔案1                      | 「」1    | 矢島大輔   | 梅澤淳稔                | 真庭秀明          | 渡辺佳人              |
| 1998年11月16日 | 69   | 「劍持警部的秘密」檔案2                      | 「」2    | 遠藤明範   | 橋本光夫                | 佐藤陽子          | 杉浦正一郎            |
| 1998年11月23日 | 70   | 「異人館旅館殺人事件」檔案1                  | 「」1    | 島田滿     | 宇田鋼之介              | 内山正幸          | 行信三                |
| 1998年11月30日 | 71   | 「異人館旅館殺人事件」檔案2                  | 「」2    | 島田滿     | 小村敏明                | 浅沼昭弘          | 渡辺佳人              |
| 1998年12月7日  | 72   | 「異人館旅館殺人事件」檔案3                  | 「」3    | 島田滿     | 明比正行                | 市川慶一          | 杉浦正一郎            |
| 1998年12月14日 | 73   | 「異人館旅館殺人事件」檔案4                  | 「」4    | 島田滿     | 梅澤淳稔                | 窪秀已            | 渡辺佳人              |
| 1999年1月11日  | 74   | 「電腦山莊殺人事件」檔案1                    | 「」1    | 井上敏樹   | 竹之内和久              | 佐藤陽子          | 杉浦正一郎            |
| 1999年1月18日  | 75   | 「電腦山莊殺人事件」檔案2                    | 「」2    | 井上敏樹   | 細田雅弘                | 真庭秀明          | 渡辺佳人              |
| 1999年1月25日  | 76   | 「電腦山莊殺人事件」檔案3                    | 「」3    | 井上敏樹   | 山田徹                  | 内山正幸          | 内川文広              |
| 1999年2月1日   | 77   | 「電腦山莊殺人事件」檔案4                    | 「」4    | 井上敏樹   | 小村敏明                | 浅沼昭弘          | 杉浦正一郎            |
| 1999年2月8日   | 78   | 「聖潔情人節的殺人」檔案1                    | 「」1    | 島田滿     | 梅澤淳稔                | 市川慶一          | 渡辺佳人              |
| 1999年2月15日  | 79   | 「聖潔情人節的殺人」檔案2                    | 「」2    | 島田滿     | 明比正行                | 窪秀已            | 杉浦正一郎            |
| 1999年2月22日  | 80   | 「聖潔情人節的殺人」檔案3                    | 「」3    | 島田滿     | 西尾大介                | 内山正幸          | 渡辺佳人              |
| 1999年3月1日   | 81   | 金田一二三可愛的活躍！「二三的誘拐事件」     |          | 遠藤明範   | 竹之内和久              | 大西陽一          | 宮前光春              |
| 1999年3月8日   | 82   | 金田一二三可愛的活躍！「鏡迷宮的殺人」       |          | 河本浩之   | 宇田鋼之介              | 佐藤陽子          | 杉浦正一郎            |
| 1999年3月15日  | 83   | 「明智警視的華麗推理」2                      |          | 井上敏樹   | 小村敏明                | 浅沼昭弘          | 渡辺佳人              |
| 1999年4月12日  | 84   | 「銀幕之殺人鬼」檔案1                        | 「」1    | 井上敏樹   | 明比正行                | 市川慶一          | 杉浦正一郎            |
| 1999年4月19日  | 85   | 「銀幕之殺人鬼」檔案2                        | 「」2    | 井上敏樹   | 細田雅弘                | 窪秀已            | 渡辺佳人              |
| 1999年4月26日  | 86   | 「銀幕之殺人鬼」檔案3                        | 「」3    | 井上敏樹   | 山田徹                  | 大西陽一          | 杉浦正一郎            |
| 1999年5月3日   | 87   | 「銀幕之殺人鬼」檔案4                        | 「」4    | 井上敏樹   | 竹之内和久              | 浅沼昭弘          | 渡辺佳人              |
| 1999年5月10日  | 88   | 「明智少年的華麗挑戰」檔案1                  | 「」1    | 島田滿     | 小坂春女                | 内山正幸          | 徳重賢                |
| 1999年5月17日  | 89   | 「明智少年的華麗挑戰」檔案2                  | 「」2    | 島田滿     | 小村敏明                | 佐藤陽子          | 杉浦正一郎            |
| 1999年5月24日  | 90   | 「上海魚人傳說殺人事件」檔案1                | 「」1    | 井上敏樹   | 宇田鋼之介              | 市川慶一          | 渡辺佳人              |
| 1999年5月31日  | 91   | 「上海魚人傳說殺人事件」檔案2                | 「」2    | 井上敏樹   | 明比正行                | 大西陽一          | 杉浦正一郎            |
| 1999年6月7日   | 92   | 「上海魚人傳說殺人事件」檔案3                | 「」3    | 井上敏樹   | 山田徹                  | 浅沼昭弘          | 徳重賢                |
| 1999年6月21日  | 93   | 「上海魚人傳說殺人事件」檔案4                | 「」4    | 井上敏樹   | 細田雅弘                | 高木雅之          | 渡辺佳人              |
| 1999年6月28日  | 94   | 金田一二三可愛的活躍！「鵜飼村殺人事件」     |          | 河本浩之   | 竹之内和久              | 佐藤陽子          | 杉浦正一郎            |
| 1999年7月5日   | 95   | 「天草財寶傳說殺人事件」檔案1                | 「」1    | 井上敏樹   | 明比正行                | 内山正幸          | 松本健治              |
| 1999年7月12日  | 96   | 「天草財寶傳說殺人事件」檔案2                | 「」2    | 井上敏樹   | 小坂春女                | 大西陽一          | 渡辺佳人              |
| 1999年7月19日  | 97   | 「天草財寶傳說殺人事件」檔案3                | 「」3    | 井上敏樹   | 小村敏明                | 市川慶一          | 徳重賢                |
| 1999年7月26日  | 98   | 「天草財寶傳說殺人事件」檔案4                | 「」4    | 井上敏樹   | 山田徹                  | 浅沼昭弘          | 杉浦正一郎            |
| 1999年8月2日   | 99   | 「天草財寶傳說殺人事件」檔案5                | 「」5    | 井上敏樹   | 宇田鋼之介              | 高木雅之          | 渡辺佳人              |
| 1999年8月9日   | 100  | 「仲夏夜惡夢殺人事件」                       | 「」     | 島田滿     | 明比正行                | 大西陽一          | 杉浦正一郎            |
| 1999年8月16日  | 101  | 「雷祭殺人事件」檔案1                        | 「」1    | 島田滿     | 竹之内和久              | 佐藤陽子          | 松本健治              |
| 1999年8月23日  | 102  | 「雷祭殺人事件」檔案2                        | 「」2    | 島田滿     | 小坂春女                | 内山正幸          | 徳重賢                |
| 1999年9月6日   | 103  | 「雷祭殺人事件」檔案3                        | 「」3    | 島田滿     | 小村敏明                | 浅沼昭弘          | 渡辺佳人              |
| 1999年9月13日  | 104  | 「殺意的餐廳」                               | 「」     | 遠藤明範   | 宇田鋼之介              | 市川慶一          | 杉浦正一郎            |
| 1999年9月20日  | 105  | 「魔犬森林的殺人」檔案1                      | 「」1    | 橋本裕志   | 山田徹                  | 高木雅之          | 渡辺佳人              |
| 1999年10月11日 | 106  | 「魔犬森林的殺人」檔案2                      | 「」2    | 橋本裕志   | 明比正行                | 大西陽一          | 徳重賢                |
| 1999年10月18日 | 107  | 「魔犬森林的殺人」檔案3                      | 「」3    | 田村竜     | 細田雅弘                | 浅沼昭弘          | 杉浦正一郎            |
| 1999年10月25日 | 108  | 「魔犬森林的殺人」檔案4                      | 「」4    | 田村竜     | 小坂春女                | 佐藤陽子          | 渡辺佳人              |
| 1999年11月1日  | 109  | 「明智少年的華麗協奏曲」檔案1                | 「」1    | 西岡琢也   | （上田芳裕） 宇田鋼之介 | 内山正幸          | 芳野滿雄              |
| 1999年11月8日  | 110  | 「明智少年的華麗協奏曲」檔案2                | 「」2    | 西岡琢也   | 竹之内和久              | 市川慶一          | 徳重賢                |
| 1999年11月15日 | 111  | 「雪影村殺人事件」檔案1                      | 「」1    | 遠藤明範   | 小村敏明                | 大西陽一          | 杉浦正一郎            |
| 1999年11月22日 | 112  | 「雪影村殺人事件」檔案2                      | 「」2    | 遠藤明範   | 上田芳裕                | 浅沼昭弘          | 渡辺佳人              |
| 1999年11月29日 | 113  | 「雪影村殺人事件」檔案3                      | 「」3    | 遠藤明範   | 明比正行                | 窪秀已            | 須和田真 松本健治     |
| 1999年12月6日  | 114  | 「雪影村殺人事件」檔案4                      | 「」4    | 遠藤明範   | 山田徹                  | 佐藤陽子          | 徳重賢                |
| 1999年12月13日 | 115  | 金田一二三可愛的活躍！「消失在雪地裡的贖金」 |          | 河本浩之   | 小坂春女                | 市川慶一          | 杉浦正一郎            |
| 1999年12月20日 | 116  | 「迷路的惡魔」                               | 「」     | 田村竜     | 小村敏明                | 内山正幸          | 渡辺佳人              |
| 2000年1月10日  | 117  | 「嘆息之鬼傳說殺人事件」檔案1                | 「」1    | 井上敏樹   | 明比正行                | 大西陽一          | 松本健治 須和田真     |
| 2000年1月17日  | 118  | 「嘆息之鬼傳說殺人事件」檔案2                | 「」2    | 井上敏樹   | 上田芳裕                | 浅沼昭弘          | 徳重賢                |
| 2000年1月24日  | 119  | 「嘆息之鬼傳說殺人事件」檔案3                | 「」3    | 井上敏樹   | 山田徹                  | 窪秀已            | 杉浦正一郎            |
| 2000年1月31日  | 120  | 「明智少年的華麗劍術」檔案1                  | 「」1    | 西岡琢也   | 小坂春女                | 佐藤陽子          | 渡辺佳人              |
| 2000年2月7日   | 121  | 「明智少年的華麗劍術」檔案2                  | 「」2    | 西岡琢也   | 竹之内和久              | 市川慶一          | 杉浦正一郎            |
| 2000年2月14日  | 122  | 「亡靈學校殺人事件」檔案1                    | 「」1    | 遠藤明範   | 上田芳裕                | 大西陽一          | 徳重賢                |
| 2000年2月21日  | 123  | 「亡靈學校殺人事件」檔案2                    | 「」2    | 遠藤明範   | 明比正行                | 内山正幸          | 渡辺佳人              |
| 2000年2月28日  | 124  | 「亡靈學校殺人事件」檔案3                    | 「」3    | 遠藤明範   | 小村敏明                | 浅沼昭弘          | 杉浦正一郎 勝又アイ子 |
| 2000年3月6日   | 125  | 「瞬間消失之謎」                             | 「」     | 田村竜     | 葛西治                  | 窪秀已            | 渡辺佳人              |
| 2000年4月10日  | 126  | 「殺戮的深藍」檔案1                          | 「」1    | 井上敏樹   | 山田徹                  | 谷口淳一郎        | 杉浦正一郎 勝又アイ子 |
| 2000年4月17日  | 127  | 「殺戮的深藍」檔案2                          | 「」2    | 井上敏樹   | 明比正行                | 市川慶一          | 渡辺佳人              |
| 2000年4月24日  | 128  | 「殺戮的深藍」檔案3                          | 「」3    | 井上敏樹   | 上田芳裕                | 内山正幸          | 須和田真              |
| 2000年5月1日   | 129  | 「殺戮的深藍」檔案4                          | 「」4    | 井上敏樹   | 竹之内和久              | 窪秀已            | 杉浦正一郎            |
| 2000年5月8日   | 130  | 「殺戮的深藍」檔案5                          | 「」5    | 井上敏樹   | 小村敏明                | 浅沼昭弘          | 德重賢                |
| 2000年5月15日  | 131  | 「底片裡的不在場證明」                       | 「」     | 横手美智子 | 西尾大介                | 佐藤陽子          | 德重賢                |
| 2000年5月22日  | 132  | 「出雲神話殺人事件」檔案1                    | 「」1    | 島田滿     | 明比正行                | 佐藤陽子          | 渡邊佳人              |
| 2000年5月29日  | 133  | 「出雲神話殺人事件」檔案2                    | 「」2    | 島田滿     | 山田徹                  | 谷口淳一郎        | 杉浦正一郎            |
| 2000年6月5日   | 134  | 「出雲神話殺人事件」檔案3                    | 「」3    | 島田滿     | 上田芳裕                | 市川慶一          | 渡辺佳人              |
| 2000年6月12日  | 135  | 「出雲神話殺人事件」檔案4                    | 「」4    | 島田滿     | 小村敏明                | 内山正幸          | 徳重賢                |
| 2000年6月19日  | 136  | 「明智警視的華麗推理 in Las Vegas」檔案1     | 「」1    | 横手美智子 | 葛西治                  | 窪秀已            | 杉浦正一郎 勝又アイ子 |
| 2000年6月26日  | 137  | 「明智警視的華麗推理 in Las Vegas」檔案2     | 「」2    | 横手美智子 | 竹之内和久              | 浅沼昭弘          | 渡辺佳人              |
| 2000年7月3日   | 138  | 「逆轉不可能！七瀬美雪的殺人嫌疑」           | 「」     | 遠藤明範   | 山田徹                  | 谷口淳一郎        | 杉浦正一郎 勝又アイ子 |
| 2000年7月10日  | 139  | 「露西亞人偶殺人事件」檔案1                  | 「」1    | 井上敏樹   | 明比正行                | 佐藤陽子          | 徳重賢                |
| 2000年7月17日  | 140  | 「露西亞人偶殺人事件」檔案2                  | 「」2    | 井上敏樹   | 上田芳裕                | 市川慶一 茅野京子 | 渡辺佳人              |
| 2000年7月24日  | 141  | 「露西亞人偶殺人事件」檔案3                  | 「」3    | 井上敏樹   | （立仙裕俊） 小村敏明   | 内山正幸          | 杉浦正一郎 勝又アイ子 |
| 2000年7月31日  | 142  | 「露西亞人偶殺人事件」檔案4                  | 「」4    | 井上敏樹   | 葛西治                  | 窪秀已            | 渡辺佳人              |
| 2000年8月7日   | 143  | 「露西亞人偶殺人事件」檔案5                  | 「」5    | 井上敏樹   | 山田徹                  | 浅沼昭弘          | 渡辺佳人              |
| 2000年8月14日  | 144  | 「怪盜紳士的挑戰書」                         | 「」     | 田村竜     | 竹之内和久              | 谷口淳一郎        | 徳重賢                |
| 2000年8月21日  | 145  | 「怪奇馬戲團的殺人」檔案1                    | 「」1    | 島田滿     | 明比正行                | 市川慶一 茅野京子 | 杉浦正一郎 勝又アイ子 |
| 2000年8月28日  | 146  | 「怪奇馬戲團的殺人」檔案2                    | 「」2    | 島田滿     | 上田芳裕                | 佐藤陽子          | 渡辺佳人              |
| 2000年9月4日   | 147  | 「怪奇馬戲團的殺人」檔案3                    | 「」3    | 島田滿     | 山田徹                  | 内山正幸          | 杉浦正一郎 勝又アイ子 |
| 2000年9月11日  | 148  | 「怪奇馬戲團的殺人」檔案4                    | 「」4    | 島田滿     | 西尾大介                | 浅沼昭弘          | 渡辺佳人              |

### 金田一少年之事件簿 SP（2007）
金田一少年之事件簿特別篇（金田一少年の事件簿スペシャル）
| 播放日期       | 集數 | 中文標題               | 日文標題 | 劇本   | 監督       | 總作畫監督 | 美術       |
| -------------- | ---- | ---------------------- | -------- | ------ | ---------- | ---------- | ---------- |
| 2007年11月12日 | 1    | 「歌劇院・最後的殺人」 | 「」     | 島田滿 | 伊藤尚往   | 竹田欣弘   | 秋山健太郎 |
| 2007年11月19日 | 2    | 「吸血鬼傳說殺人事件」 | 「」     | 島田滿 | 宇田鋼之介 | 真庭秀明   | 渡邊佳人   |

※動畫和漫畫的標題並不完全相同，有些題目在動畫做了改變，所以會不太一樣。

### 金田一少年之事件簿R（2014 - 2016）
R系列每集標題中的「檔案」改用英文單詞「File」，不同於第一季標題中的片假名，但是東映官網內部使用的還是過去的來介紹。標題為粗體表示動畫版原創故事。
| 播放日期       | 集數   | 中文標題（ANIMAX）                  | 中文標題 （台視）                   | 日文標題 | 劇本           | （分鏡） 演出             | 作畫監督                 |
| 第一季         | 第一季 | 第一季                              | 第一季                              | 第一季   | 第一季         | 第一季                    | 第一季                   |
| -------------- | ------ | ----------------------------------- | ----------------------------------- | -------- | -------------- | ------------------------- | ------------------------ |
| 2014年 4月5日  | 1      | 「香港九龍財寶殺人事件」檔案1       | 「香港九龍財寶事件」File.1          | 「」     | 富岡淳廣       | 志水淳兒                  | 淺沼昭弘                 |
| 4月12日        | 2      | 「香港九龍財寶殺人事件」檔案2       | 「香港九龍財寶事件」File.2          | 「」     | 富岡淳廣       | 角銅博之                  |                          |
| 4月19日        | 3      | 「香港九龍財寶殺人事件」檔案3       | 「香港九龍財寶事件」File.3          | 「」     | 富岡淳廣       | 小山賢                    | 生田目康裕               |
| 4月26日        | 4      | 「香港九龍財寶殺人事件」檔案4       | 「香港九龍財寶事件」File.4          | 「」     | 富岡淳廣       | （八島善孝） 今村隆寬     | 袴田裕二                 |
| 5月3日         | 5      | 「速水玲香與不速之客」              | 「速水玲香與不速之客」              | 「」     | 福嶋幸典       | （） 政木伸一             | 渡邊奈月                 |
| 5月10日        | 6      | 「鍊金術殺人事件」檔案1             | 「神秘錬金術事件」File.1            | 「」     | 福嶋幸典       | （西澤信孝） 佐藤雅教     | 為我井克美 早乙女啟      |
| 5月17日        | 7      | 「鍊金術殺人事件」檔案2             | 「神秘錬金術事件」File.2            | 「」     | 福嶋幸典       | 角銅博之                  | 信實節子 袴田裕二        |
| 5月24日        | 8      | 「鍊金術殺人事件」檔案3             | 「神秘錬金術事件」File.3            | 「」     | 福嶋幸典       | 志水淳兒                  |                          |
| 5月31日        | 9      | 「鍊金術殺人事件」檔案4             | 「神秘錬金術事件」File.4            | 「」     | 福嶋幸典       | 上田芳裕                  | 井上榮作                 |
| 6月7日         | 10     | 「獄門塾殺人事件」檔案1             | 「獄門塾補習班事件」File.1          | 「」     | 島田滿         | 小山賢                    | 生田目康裕               |
| 6月14日        | 11     | 「獄門塾殺人事件」檔案2             | 「獄門塾補習班事件」File.2          | 「」     | 島田滿         | （村上貴之） 政木伸一     | 渡邊奈月                 |
| 6月21日        | 12     | 「獄門塾殺人事件」檔案3             | 「獄門塾補習班事件」File.3          | 「」     | 島田滿         | （西澤信孝） 小山保德     | 袴田裕二                 |
| 6月28日        | 13     | 「獄門塾殺人事件」檔案4             | 「獄門塾補習班事件」File.4          | 「」     | 島田滿         | 角銅博之                  |                          |
| 7月5日         | 14     | 「獄門塾殺人事件」檔案5             | 「獄門塾補習班事件」File.5          | 「」     | 島田滿         | 今村隆寬                  | 為我井克美               |
| 7月19日        | 15     | 「高度一萬公尺的殺人」檔案1         | 「高度一萬公尺的事件」File.1        | 「」     | 福嶋幸典       |                           | 河本美代子 平田賢一      |
| 7月26日        | 16     | 「高度一萬公尺的殺人」檔案2         | 「高度一萬公尺的事件」File.2        | 「」     | 福嶋幸典       |                           | 早乙女啓 袴田裕二        |
| 8月2日         | 17     | 「露營場的"怪"事件」                | 「露營場的"怪"事件」                | 「」     | 福嶋幸典       |                           | 五十内祐輔               |
| 8月9日         | 18     | 「跳水池的惡靈」                    | 「跳水池的惡靈」                    | 「」     |                | （）                      | 井上榮作                 |
| 8月16日        | 19     | 「劍持警部的殺人」檔案1             | 「劍持警部的嫌疑事件」File.1        | 「」     | 富岡淳廣       | 小山賢                    |                          |
| 8月23日        | 20     | 「劍持警部的殺人」檔案2             | 「劍持警部的嫌疑事件」File.2        | 「」     | 富岡淳廣       | 角銅博之                  | 生田目康裕               |
| 8月30日        | 21     | 「劍持警部的殺人」檔案3             | 「劍持警部的嫌疑事件」File.3        | 「」     | 富岡淳廣       | 上原秀明                  | 伊藤美奈 伊集院健        |
| 9月6日         | 22     | 「劍持警部的殺人」檔案4             | 「劍持警部的嫌疑事件」File.4        | 「」     | 富岡淳廣       | 座古明史                  | 袴田裕二 早乙女啟        |
| 9月13日        | 23     | 「遊戲館殺人事件」檔案1             | 「遊戲館逃脫事件」File.1            | 「」     | 島田滿         | （村上貴之） 政木伸一     | 渡邊奈月                 |
| 9月20日        | 24     | 「遊戲館殺人事件」檔案2             | 「遊戲館逃脫事件」File.2            | 「」     | 島田滿         | 志水淳兒                  | 為我井克美               |
| 9月27日        | 25     | 「遊戲館殺人事件」檔案3             | 「遊戲館逃脫事件」File.3            | 「」     | 島田滿         | 今村隆寬                  | 淺沼昭弘                 |
| 第二季         |        |                                     |                                     |          |                |                           |                          |
| 2015年 10月3日 | 26     | 「金田一少年敢死之行」檔案1／File.1 | 「金田一少年敢死之行」檔案1／File.1 | 「」     | 島田滿         | 角銅博之                  | 淺沼昭弘                 |
| 10月10日       | 27     | 「金田一少年敢死之行」檔案2／File.2 | 「金田一少年敢死之行」檔案2／File.2 | 「」     | 島田滿         | 中尾幸彥                  | 黑柳賢治                 |
| 10月17日       | 28     | 「金田一少年敢死之行」檔案3／File.3 | 「金田一少年敢死之行」檔案3／File.3 | 「」     | 島田滿         | 門由利子                  | 市川吉幸                 |
| 10月24日       | 29     | 「金田一少年敢死之行」檔案4／File.4 | 「金田一少年敢死之行」檔案4／File.4 | 「」     | 島田滿         | 角銅博之                  | 小松梢                   |
| 10月31日       | 30     | 「血溜之間殺人事件」檔案1           | 「血溜之間傳說事件」File.1          | 「」     | 福嶋幸典       | （竹之內和久） 田中智也   | 山崎展義                 |
| 11月7日        | 31     | 「血溜之間殺人事件」檔案2           | 「血溜之間傳說事件」File.2          | 「」     | 福嶋幸典       | （竹之內和久） 中島豐     | 飯飼一幸                 |
| 11月14日       | 32     | 「薔薇十字館殺人事件」檔案1         | 「薔薇十字館事件」File.1            | 「」     | 富岡淳廣       | 今村隆寬                  | 鰐淵和彥                 |
| 11月21日       | 33     | 「薔薇十字館殺人事件」檔案2         | 「薔薇十字館事件」File.2            | 「」     | 富岡淳廣       | 中尾幸彥                  | Han Sung-hui Lee Sangjin |
| 11月28日       | 34     | 「薔薇十字館殺人事件」檔案3         | 「薔薇十字館事件」File.3            | 「」     | 富岡淳廣       | 門由利子                  | 小松梢                   |
| 12月5日        | 35     | 「薔薇十字館殺人事件」檔案4         | 「薔薇十字館事件」File.4            | 「」     | 富岡淳廣       | 角銅博之                  | 松坂定俊                 |
| 12月12日       | 36     | 「薔薇十字館殺人事件」檔案5         | 「薔薇十字館事件」File.5            | 「」     | 富岡淳廣       | 今村隆寬                  | 市川吉幸                 |
| 12月19日       | 37     | 「凌晨4點40分的槍聲」               | 「凌晨4點40分的槍響事件」           | 「」     | 島田滿         | 中島豐                    | 吉田巧介 村上勉          |
| 12月26日       | SP     | 「明智警部之事件簿」                |                                     | 「」     | 富岡淳廣       | 角銅博之                  | 淺沼昭弘 鰐淵和彥        |
| 2016年 1月23日 | 38     | 「雪鬼傳說殺人事件」檔案1           |                                     | 「」     | 岸本美幸       | （石踊宏） 佐藤宏幸       | 市川慶一                 |
| 1月30日        | 39     | 「雪鬼傳說殺人事件」檔案2           |                                     | 「」     | 岸本美幸       | 中島豊                    | 飯飼一幸                 |
| 2月6日         | 40     | 「雪鬼傳說殺人事件」檔案3           |                                     | 「」     | 岸本美幸       | （加戶譽夫） 田中智也     | 山崎展義                 |
| 2月13日        | 41     | 「雪鬼傳說殺人事件」檔案4           |                                     | 「」     | 岸本美幸       | （いわもとやすお） 中島豊 | 市川吉幸                 |
| 2月20日        | 42     | 「女醫師的詭異企圖」                |                                     | 「」     | 岸本美幸       | 角銅博之                  | 吉田巧介 村上勉          |
| 2月27日        | 43     | 「消失的金牌之謎」                  |                                     | 「」     | ますもとたくや | 池田洋子                  | 松坂定俊 鰐淵和彦        |
| 3月5日         | 44     | 「狐火漂流殺人事件」檔案1           |                                     | 「」     | 福嶋幸典       | 角銅博之                  | 鰐淵和彦                 |
| 3月12日        | 45     | 「狐火漂流殺人事件」檔案2           |                                     | 「」     | 福嶋幸典       | 門由利子                  | 小松こずえ               |
| 3月19日        | 46     | 「狐火漂流殺人事件」檔案3           |                                     | 「」     | 福嶋幸典       | 佐藤宏幸                  | 市川吉幸                 |
| 3月26日        | 47     | 「狐火漂流殺人事件」檔案4           |                                     | 「」     | 福嶋幸典       | 角銅博之                  | 浅沼昭弘                 |

## 劇場版

### 金田一少年之事件簿 歌劇院新殺人事件
《金田一少年之事件簿》的第一部動畫電影，於1996年12月14日上映。改編自原作小說「歌劇院新殺人事件」（オペラ座館・新たなる殺人）。在台灣，此片曾在華視和春暉電影台播出。為電視動畫化之前的第一部動畫作品。
配音員/登場人物
| 角色名稱   | 配音員     | 配音員 | 配音員 | 身份/職業        |
| 角色名稱   | 日本       | 台灣   | 香港   | 身份/職業        |
| ---------- | ---------- | ------ | ------ | ---------------- |
| 金田一一   | 山口勝平   | 劉傑   | 李錦綸 | 不動高中的學生   |
| 七瀬美雪   | 中川亞紀子 | 林美秀 | 鄭麗麗 | 不動高中的學生   |
| 劍持勇     | 夏八木勲   | 康殿宏 |        | 東京警視廳的警部 |
| 黑澤和馬   | 山本圭     | 林谷珍 | 黃子敬 | 歌劇院旅館的主人 |
| 能條光三郎 | 平田廣明   | 于正昌 | 蘇強文 | 幻想劇團的成員   |
| 加奈井理央 | 大谷育江   | 雷碧文 | 梁少霞 | 幻想劇團的成員   |
| 真上寺聖子 | 勝生真沙子 | 錢欣郁 |        | 幻想劇團的成員   |
| 綠川由紀夫 | 千葉一伸   | 李香生 | 鄺樹培 | 幻想劇團的成員   |
| 瀧澤厚     | 高木涉     | 夏治世 | 陳卓智 | 幻想劇團的成員   |
| 江口六郎   | 菊池正美   | 何志威 | 梁偉德 | 歌劇院旅館的職員 |
| 間久部青次 | 大場真人   | 李香生 | 鄺樹培 | 畫家             |
| 佐伯涼子   | 吉田理保子 | 錢欣郁 | 盧素娟 | 能條的專屬醫生   |
| 武村英三   | 三遊亭圓歌 | 夏治世 | 源家祥 | 武村公司的社長   |
| 黑澤美歌   | 圓谷優子   | 林美秀 |        | 黑澤和馬的女兒   |
| 警官       | 新田三士郎 | 何志威 | 陳卓智 | 劍持勇的同事     |

製作人員
- 企畫：清水慎治
- 導演：西尾大介
- 劇本：西岡琢也
- 人物設計·作畫監督：荒木伸吾、姫野美智
- 美術監督：谷口淳一
- 音樂：和田薫
- 撮影監督：福井政利
- 剪輯：花井正明、福光伸一
- 錄音：二宮健治
- 效果：今野康之
- 製作担当：杉本隆一
- 色彩設計：辻田邦夫
- 作画監督補佐：茅野京子、飯島弘也、的場茂夫、角田紘一
- 主題曲：

| 歌曲                 | 作詞 | 作曲     | 編曲     | 主唱     |
| -------------------- | ---- | -------- | -------- | -------- |
| 《Mystery of Sound》 | MARC | 小室哲哉 | 小室哲哉 | 圓谷憂子 |

### 金田一少年之事件簿2 殺戮的深藍
「金田一少年之事件簿2・殺戮的深藍」（金田一少年の事件簿2・殺戮のディープブルー）於1999年8月21日上映。
「殺戮的深藍」登場角色/配音員
| 角色名稱     | 配音員     | 配音員 | 身份/職業        |
| 角色名稱     | 日本       | 台灣   | 身份/職業        |
| ------------ | ---------- | ------ | ---------------- |
| 金田一一     | 松野太紀   | 劉傑   | 不動高中的學生   |
| 七瀬美雪     | 中川亞紀子 | 林美秀 | 不動高中的學生   |
| 劍持勇       | 小杉十郎太 | 康殿宏 | 東京警視廳的警部 |
| 明智健悟     | 森川智之   | 于正昌 | 東京警視廳的警視 |
| 五木陽介     | 平田廣明   | 李香生 | 自由作家         |
| 金田一二三   | 池澤春菜   | 龍顯蕙 | 金田一的表妹     |
| 藍澤秀一郎   | 納谷悟朗   | 李香生 | 藍澤集團的社長   |
| 藍澤由理恵   | 田中敦子   | 鄭仁君 | 藍澤秀一郎的妻子 |
| 藍澤優       | 堀内賢雄   | 夏治世 | 藍澤秀一郎的長子 |
| 藍澤浩一     | 京極夏彦   | 于正昌 | 藍澤秀一郎的二子 |
| 藍澤茜       | 高橋理惠子 | 馮嘉德 | 藍澤秀一郎的女兒 |
| 周防武       | 青羽剛     | 陳宏瑋 | 藍澤茜的家庭教師 |
| 若林信       | 安原義人   | 曹冀魯 | 考古學家         |
| 赤森鬼介     | 田之中勇   | 曹冀魯 | 藍澤秀一郎的秘書 |
| 齋藤         | 玄田哲章   | 陳旭昇 | 西薩王的恐怖分子 |
| 沼田         | 矢尾一樹   | 于正昌 | 西薩王的恐怖分子 |
| 那國巫琴     | 西村千奈美 | 龍顯蕙 | 西薩王的恐怖分子 |
| 菅原刑警     | 小野健一   | 陳宏瑋 | 東京警視廳的刑警 |
| 道真刑警     | 高木涉     | 陳旭昇 | 東京警視廳的刑警 |
| 大城刑警     | 二又一成   | 曹冀魯 | 東京警視廳的刑警 |
| 那國教授     | 夏八木勲   | 夏治世 |                  |
| 卓也         | 高橋直純   | 鄭仁君 |                  |
| 秘書         | 龍田直樹   | 康殿宏 |                  |
| 食堂職員     | 水原琳     | 鄭仁君 |                  |
| 電視屏幕聲音 | 百百麻子   | 鄭仁君 |                  |

製作人員
- 製作人：清水慎治、諏訪道彦、渡辺哲也
- 劇本：島田滿
- 音樂：和田薫
- 人物設計・作畫監督：窪秀已
- 美術監督：渡辺佳人
- 美術設計：田村せいき
- 製作担当：松坂一光
- 人物設計概念：荒木伸吾、姫野美智
- 色彩設計：辻田邦夫
- 助監督：佐藤哲哉、池田洋子
- 演出補：門田英彦
- 監督：西尾大介
- 主題曲：

| 歌曲                      | 作詞       | 作曲       | 編曲      | 主唱      |
| ------------------------- | ---------- | ---------- | --------- | --------- |
| 《Justice For True Love》 | 高見沢俊彦 | 高見沢俊彦 | THE ALFEE | THE ALFEE |

## OVA

### 金田一少年之事件簿 黑魔術殺人事件
《黑魔術殺人事件》以OVA形式（出版商講談社則稱為OAD）推出，分成前後篇兩隻DVD，計劃分別於漫畫《金田一少年之事件簿20周年記念系列》單行本第3卷及第4卷限定版附入。配音聲優陣容將與電視動畫版一樣。發售日分別為2012年12月17日及2013年3月15日，售價各3,280日圓。
「黑魔術殺人事件」登場角色/配音員
| 角色名稱   | 配音員     | 身份/職業        |
| ---------- | ---------- | ---------------- |
| 金田一一   | 松野太紀   | 不動高中的學生   |
| 七瀬美雪   | 中川亞紀子 | 不動高中的學生   |
| 劍持勇     | 小杉十郎太 | 東京警視廳的警部 |
| 明智健悟   | 森川智之   | 東京警視廳的警視 |
| 高遠遙一   | 小野健一   | 殺人事件通緝犯   |
| 黑瓜鬼門   | 小野健一   | 黑魔術師         |
| 井澤研太郎 | 内山昂輝   | 金田一的童年朋友 |
| 火祀青龍   | 岩崎博     | 火祀集團社長     |
| 火祀曉     | 及川以造   | 火祀家長男       |
| 火祀九曜   | 宮野真守   | 火祀家次男       |
| 火祀星子   | 朴璐美     | 火祀家長女       |
| 火祀夏目   | 彩夢       | 火祀曉之妻       |
| 葉村泉     | 牧野由依   | 火祀家女傭       |
| 正野警官   | 高木涉     | 東京警視廳的刑事 |
| 鑑識人員   | 大林洋平   | 警視廳的鑑識官   |

製作人員（OVA）
- 監督：小村敏明
- 企画：吉岡富夫、森田浩章
- 制作：服部徹
- 製作人：角谷謙二、内田朋宏、橋本脩
- 助理製作人：山田裕一、井谷由洋
- 動畫製作人：鷲尾天、西尾大介
- 音樂：和田薰
- 美術設計・美術監督：行信三
- 人物設計・總作画監督：浅村昭弘
- 動畫制作：東映動畫
- 製作：講談社
- 主題曲：

| 歌曲     | 作詞   | 作曲     | 編曲     | 主唱   |
| -------- | ------ | -------- | -------- | ------ |
| 《Road》 | Haruka | 高取秀明 | 籠島裕昌 | 池田彩 |

各話標題（OVA）
| 話数 | 中文標題               | 日文標題               | 編劇   | 分鏡     | 演出     | 作画監督          | 收錄卷數 |
| ---- | ---------------------- | ---------------------- | ------ | -------- | -------- | ----------------- | -------- |
| 1    | 黑魔術殺人事件（前篇） | 黒魔術殺人事件（前編） | 村山功 | 小村敏明 | 赤城博昭 | 井口忠一 小林一幸 | 第3卷    |
| 2    | 黑魔術殺人事件（後篇） | 黒魔術殺人事件（後編） | 村山功 | 小村敏明 | 門由利子 | 淺沼昭弘          | 第4卷    |

## 影碟&DVD
動畫 金田一少年之事件簿 DVD Selection系列（アニメ 金田一少年の事件簿 DVDセレクション）
TV動畫共148話，並沒有收錄全話數至DVD，為了慶祝動畫播映十周年，於2007年4月6日由日本華納家庭娛樂發行DVD，挑選原作的精選篇章或受歡迎的事件，一共發行10卷。
| 序號   | 收錄事件                                        | 收錄話數                       | ASIN       |
| ------ | ----------------------------------------------- | ------------------------------ | ---------- |
| vol.1  | 「學園七不思議殺人事件」&「是誰殺了女神?」      | 第1話～第3話&第55話            | B000MM1I2A |
| vol.2  | 「蠟人形城殺人事件」&「殺意的餐廳」             | 第7話～第9話&第104話           | B000MM1I2K |
| vol.3  | 「飛驒機關宅邸殺人事件」&「底片裡的不在場證明」 | 第18話～第20話&第131話         | B000MM1I2U |
| vol.4  | 「明智警視的華麗推理」                          | 第63話&第83話&第136話～第137話 | B000MM1I34 |
| vol.5  | 「金田一少年的殺人」                            | 第24話～第27話                 | B000MM1I3E |
| vol.6  | 「魔術列車殺人事件」                            | 第33話～第36話                 | B000MM1I3O |
| vol.7  | 「雪夜叉傳說殺人事件」&「怪盜紳士的挑戰書」     | 第37話～第39話&第144話         | B000MM1I3Y |
| vol.8  | 「金田一二三可愛的活躍！」                      | 第81話～第82話&第94話&第115話  | B000MM1I48 |
| vol.9  | 「電腦山莊殺人事件」                            | 第74話～第77話                 | B000MM1I4I |
| vol.10 | 「露西亞人偶殺人事件」                          | 第139話～第143話               | B000MM1I4S |
| BOX    | 請參考上方案件                                  | 全42話                         | B000MM1I20 |

金田一少年事件簿 DVD (全59話)
台灣輸入盤，雙語發聲（日語、漢語），字幕為中文，由巨圖科技股份有限公司發行DVD。
| 卷數  | 收錄話數       | 台灣發售日期 | 台灣產品編號  | 日本ASIN   |
| ----- | -------------- | ------------ | ------------- | ---------- |
| vol.1 | 第1話～第20話  | 2007年1月1日 | 4712263285815 | B072842J6Z |
| vol.2 | 第21話～第40話 | 2007年1月1日 | 4712263285815 | B072842J6Z |
| vol.3 | 第41話～第59話 | 2007年1月1日 | 4712263285815 | B072842J6Z |

金田一少年之事件簿R DVD&Blu-ray BOX
| 卷數       | 收錄話數          | 發售日期      | ASIN       | ASIN       |
| 卷數       | 收錄話數          | 發售日期      | BD         | DVD        |
| ---------- | ----------------- | ------------- | ---------- | ---------- |
| DVD BOX    | 全25話（6枚碟片） | 2015年8月26日 | B00XV7B3YG | B00XV7B3S2 |
| DVD BOX II | 全23話（4枚碟片） | 2016年8月24日 | B01H24BS1Q | B01H24BSCU |

## FLASH動畫
DLE製作的FLASH動畫，赞助商为CalorieMate，作为与原作无关的动画Channel 5.5 Project的第1弹开始播送。
配音員
- FROGMAN：金田一一、剣持勇、司書、老師、文子之夫
- 逢澤莉娜：七瀬美雪
- 小林優：文子、紫羅蘭

各話標題
| 話数 | 原文標題 | 發布日期      |
| ---- | -------- | ------------- |
| #1   |          | 2014年1月28日 |
| #2   |          | 2014年2月10日 |
| #3   |          | 2014年2月24日 |
| #4   |          | 2014年3月10日 |

## 無動畫化的故事
是指沒有製作成為電視動畫的故事或案件，當中大部份都是在電視動畫停播後才開始連載，但是相信部份案件會有機會在第二部裡成為動畫。
- 長篇漫畫

1. 「異人館村殺人事件」
又稱作「六角村殺人事件」[28]。沒有被動畫化的原因，是因劇情涉及師生戀，可能違反廣電播映倫理。同時該作核心詭計被質疑是抄襲島田莊司的占星術殺人魔法，因而有爭議。
2. 「絞首之學園殺人事件」
沒有被動畫化的原因，是因劇情涉及師生戀，可能違反廣電播映倫理。
3. 「雪靈傳說殺人事件」
在彈珠遊戲中包含部份動畫片段。
4. 「食人研究所殺人事件」
5. 「蟻獅穴壕洞殺人事件」
6. 「吸血櫻殺人事件」
7. 「人偶島殺人事件」
8. 「黑靈旅館殺人事件」
9. 「白蛇酒藏殺人事件」
10. 「聖戀島殺人事件」
11. 「金田一二三綁架殺人事件」

- 短篇漫畫

1. 「妖刀毒蜂殺人事件」
2. 「不動高中學園祭殺人事件」
3. 「暗黑城殺人事件」
4. 「為何暖爐當時正在燃燒呢？」

- 明智外傳漫畫

1. 「幽靈飯店殺人事件」
2. 「學生明智健悟之事件簿」
3. 「明智警視之侍酒師事件簿」
4. 「正義之姿」
5. 「被拆散的羈絆」
6. 「被曲解的感情」
7. 「哀哭的流浪者」
8. 「渡不過的廬比孔河」
9. 「巴克斯的謊言」
10. 「憧憬中的警官」

- 高遠外傳漫畫

1. 「高遠少年之事件簿」
在宣傳廣告中包含部份動畫片段。

- 小說

1. 「邪宗館殺人事件」
2. 「旅行途中」

- 37歲事件簿

1. 「歌島度假村殺人事件」

- 神秘旅行

1. 「萩 • 津和野 神秘旅行」
2. 「岡山 • 倉敷 神秘旅行」
3. 「山口 • 津和野 神秘旅行」
4. 「加賀溫泉郷 神秘旅行」
5. 「松山 • 道後溫泉 神秘旅行」

- 彈珠台遊戲

1. 「長崎十字架島事件」
在彈珠遊戲中包含部份動畫片段。

- 電子遊戲

1. 「悲報島 新的慘劇」
2. 「星見島 悲哀的復仇鬼」
3. 「地域遊園殺人事件」
4. 「青龍傳說殺人事件」
5. 「第十年的邀請函」
6. 「惡魔的殺人航海」

## 動畫版與原作不同之處
以下為漫畫原作與動畫版劇情的不同之處，以下包括了無印系列，R系列劇場版動畫和電影動畫的不同之處。
以下列表可能並不完整，R系列嚴重缺失詳細資料，用戶可添加缺失的資料。

### 無印系列(1997-2000)

#### 學園七不思議殺人事件
- 動畫版第一個案件
- 雖然是動畫版第一個案件，金田一與劍持卻早已熟識。
- 鷹島友代與尾之上貴裕在漫畫裡為二年級生，動畫裡為三年級。
- 沒有神保博士分屍獵奇的情節。
- 加上金田一識破櫻樹留下關於下次集訓時間通知的謎題情節。
- 尾之上貴裕的屍體位置從吊在樹上改為印刷室。
- 83年的會報，立花是親自拿給金田一和美雪。
- 刪除金田一與劍持重回生物室做現場模擬。
- 金田一看窗外陽光發現鏡面折光手法是在美雪的病房。
- 第四個到第六個不可思議並沒有詳細說明(但在琉璃子打電腦的螢幕上有提起)。
- 解答篇中沒有地震讓白骨掉出來的情節。

#### 悲戀湖傳說殺人事件
- 並沒有說明悲戀湖湖水變紅的原因。
- 原作裡是發生兩件命案後才說出旅遊目的是為了會員證，動畫版是在吊橋上被拆穿是代替橘川茂時由五木口中說出。
- 刪去遠野英治和小泉螢子在遠東號郵輪出航前道別的情節。

#### 蠟人形城殺人事件
- 明智警視初登場。
- 朝基未登場。
- 刪去朝基把考試作弊答案交給金田一的情節。
- 爬煙囪推測明智為兇手的人，在原作是愛德華可倫坡，動畫版則是金田一。
- 理察安德森在原作是被拷問器具鐵處女所殺，動畫版殺害方式並沒有詳細說明。
- 沒有瑪麗亞菲蘇德美疑似吸血鬼的設定，刪去被真木目、多歧川私自拘禁的情節。
- 刪去找尋密道的情節。
- 真木目仁在原作初登場是假裝成蠟人形嚇人，動畫版則是普通的出場。

#### 怪盜紳士的殺人
- 岸一成未登場。
- 刪去放火燒樹的情節。
- 與金田一演戲逼出怪盜紳士的人選，原作是羽澤星次，動畫是和久田春彥。
- 刪除小櫻向金田一索吻的情節。
- 怪盜紳士逃亡的手段，原作是乘黑色大氣球，動畫版是搭直升機。
- 詢問小櫻為何殺蒲生的是美雪，原作是小宮山。

#### 悲報島殺人事件
- 原作原名為秘寶島殺人事件。
- 火村康平的死因改為在戶外被槍殺。

#### 惡魔組曲殺人事件
- 御堂優歌變更為山根優歌，角色定位從御堂周一郎的孫女變更成經紀人。
- 原作(真人版)中劍持警部的戲份由明智警視取代。
- 刪除麥克亨利和紅亞里沙與車掌爭執的橋段
- 麥克屍體的第一發現者從風倉百合惠變更為山根優歌。
- 原作中御堂周一郎與紅亞理沙為情侶關係，動畫版改為父女。

#### 飛驒機關宅邸殺人事件
- 侍女桐山環和劍持和枝未登場。
- 「獵頭武者」、「生首神社」、「生首祭典」分別改為「詛咒武者」、「武者神社」、「武者祭典」。
- 為符合電視尺度，沒有詳細畫出無首屍體的情狀。
- 破案後金田一並未跟冬木醫生提到紫乃調換嬰兒被醫生看到。
- 冬木梅的登場次數減少。

#### 歌劇院殺人事件
- 原作中金田一一行人是先乘坐火車後才乘船到目的地，動畫版刪去乘坐火車的情節
- 追加金田一因為暈船而嘔吐的情節
- 桐生春美由二年級變為三年級
- 兇手變更為神矢修一郎，原作的兇手有森裕二的形象被改為月島冬子兄長月島亮二
- 原話劇社顧問老師由緒方夏代改為月島亮二，而緒方夏代改為歌劇院旅館主廚
- 漫畫版月島冬子的戀人為有森裕二，動畫版改為神矢修一郎
- 追加日高織繪被殺前，在浴簾上看到威脅血字的情節，以及出現疑似潑灑到月島冬子的該瓶硫酸。
- 日高織繪被殺的凶器從舞台燈改為大吊燈
- 結城英作與劍持勇未登場
- 月島冬子的日記成為事件關鍵
- 追加緒方千代翻閱月島冬子的日記
- 使金田一一行人受困於小島上的颱風號數，由九號颱風改為二十號颱風
- 沒有提到黑澤和馬女兒自殺一事
- 緒方夏代在浴室被發現屍體時有穿著衣物
- 使月島冬子毀容的硫酸漫畫版放在置物櫃架上，動畫版則是放在桌上
- 在走廊追趕兇手時，漫畫是扔出點燃打火機，動畫是朝金田一揮劍砍去而讓兇手脫身
- 漫畫裡兇手最後是死於十字弓，動畫是站在高處跳下並且自己在腹部刺一刀
- 十字弓在漫畫為話劇社所有，動畫則是歌劇院所有
- 動畫版中把月島冬子的遺書交給金田一和美雪的是月島亮二，而並非劍持
- 追加月島亮二默允金田一和美雪翹課到神矢修一郎的墓的情節

#### 金田一少年的殺人
- 金田一原本就知道橘五柳是誰。
- 事件後並沒有到醫院探望都築瑞穗。
- 動畫版沒有說明橘的遺作由哪間出版社出版。
- 佐木連太郎未登場。

#### 幽靈客船殺人事件
- 劍持和枝、飯島優、美里美朱與中村一郎未登場。
- 新角色時原優登場，她的丈夫死於東方號船難。另一個新角色吉田明則是與大澤貴志成為搭訕二人組。
- 小說版裡航程是前往小笠原群島，動畫目的地改為沖繩。
- 追加客船於無人島暫做停留，記者赤井義和被殺的情節。
- 沒有提起海上日誌，追加香取洋子從船員那兒套出得知龍丸號與遠東號相撞的真相。

#### 冰點下15度的殺意
- 俵田孝太郎未登場。
- 沒有美雪喝醉後的醜態，全員的聚會也改為喝普通飲料。

#### 魔術列車殺人事件
- 動畫版在發生兩件命案後先行解開屍體移動與屍體消失之謎，夕海在這之後被殺。
- 左近寺個人魔術秀時，櫻庭無登場。

#### 雪夜叉傳說殺人事件
- 明智與劍持來到冰室宅邸是因為迷路。
- 美雪於動畫版有來到背冰村，與玲香的爭風吃醋戰提前開打。
- 加納理惠被殺時間是凌晨兩點前後，原作是五點前後
- 明智的形象比原作提升不少。明智發現明石道夫屍體後沒跟劍持打賭、也沒把玲香視為兇手。
- 刪去測試小型空中纜車的情節，更也沒有背冰村無法全天供電的說詞。
- 刪去玲香提及大門自誇是跳遠選手的說詞。
- 事件結束後沒有到拘留所與兇手會面。

#### 塔羅山莊殺人事件
- 諏訪正子改為井上正子。
- 結城英作未登場，會塔羅牌占卜的人改為北條安妮。
- 刪去金田一檢視所有人後，卻發現只有自己沒有不在場證明的情節。

#### 黑死蝶殺人事件
- 金田一的舅舅，金田一丙助與表妹，金田一二三初登場。
- 刪除斑目館羽想割腕被綠女士阻止的情節。
- 斑目紫紋沒有被切斷手臂。
- 小野寺將之拿刀自殺是先跑進倉庫找刀子，原作是拿起客廳中壁掛的展示用刀。
- 事後金田一等人沒有參加深山與揚羽的婚禮，是從寄來的相片得知。
五木請美雪轉告金田一說夜光蝶的發現者更改為須賀實，原作是豬川警部親自告訴金田一等人。
- 追加金田一二三搬來金田一家住的情節。

#### 速水玲香誘拐殺人事件
- 原作案發時間為9月份，動畫則是5月份。
- 二三在動畫裡幫了不少忙︰替金田一傳話給劍持（漫畫是一個不知名的小男孩）、發現玲香的鞋子上沒有刮痕。
- 沒有提到鏑木葉子癌症末期一事。

#### 佛蘭西銀幣殺人事件
- 金田一二三登場
- 追加金田一，美雪與二三一起玩"三人行"的情節。
- 追加美雪向二三介紹高森益美的情節。
- 金田一與益美在百貨公司偶遇，後來並沒有對益美住處探訪。
- 追加二三因為金田一和美雪瞞著她自己去法蘭西館參加益美的時裝秀而生氣並詛咒金田一的情節。
- 長島警部、葛萊梅伯爵未登場。
- 刪去蘇姬星河企圖殺死奈緒子而被金田一阻止勸導的情節。
- 刪去金田一詢問君澤員工有無多餘的禮服送來的情節。
- 追加飯店有客人抱怨名貴的葡萄酒是假酒的情節。
- 解答篇中並沒有拿出申請備用鑰匙的登記簿，以及偷來的3張磁碟片當場讀取是用醫院櫃台裡的電腦。
- 事件結尾描寫不同，在原作是經明智警視同意而讓益美參加小學同學會、動畫版則是劍持私下讓益美在小學同學面前再一次以模特兒身份站上舞台。
- 刪去弓削透到監獄探望鳥丸奈緒子且記錯她的生日的情節。
- 劍持告訴益美說廣志其實是被奈緒子殺害，原作是告知金田一。

#### 是誰殺了女神
- 芝里丈治和千家貴司未登場，原作裡有不少前事件的人物出來串場搞笑的部份也被刪去。
- 原作動機為師生戀，動畫版則是變為汐見初音單方面的仰慕，中津川賢人另有未婚妻。

#### 魔神遺跡殺人事件
- 刪去漫畫開頭中，速水玲香在不動高中拍戲以及金田一損壞明智警視的賓士的情節。
- 金田一二三登場，而且畏懼宗像五月
- 佐木並沒有登場
- 動畫版是後日談形式，最後還出現重建過的磨陣村。
- 大和猛屍體被發現時，兇鳥之座裡沒有死烏鴉。
- 鳥邊野章個性變為無口陰沉。
- 管家九十九伊予未登場，並且一開始就沒有銅鐸館的存在。
- 到金田一房裡打算實現第三條戒律時，宗像五月並未裸身。
- 刪去宗像五月和鳥邊野章重逢的契機。
- 刪去金田一,美雪在醫院和村西彌生的對話。

#### 墓場島殺人事件
- 佐木無登場，刪去共犯知道檜山喝咖啡喜歡加三顆方糖的設定。
- 除米村之外的米村隊三人在漫畫是被小型手製炸彈炸死，動畫改為由高射砲射死。
- 爆破屍體的描寫大幅度的壓抑。
- 刪去森下麗美在汽油筒裡泡澡被金田一偷窺的一幕。
- 檜山達之在案件結尾改為服毒自殺。
- 與兇手會面時是明智警視出場。

#### 明智警視之華麗推理1
- 漫畫名稱為證詞猜謎。
- 刪去江熊忠夫在列車上和八木清的對話。
- 追加美雪與二三不知金田一被逮捕而在煙花大會上等待他的情節。
- 金田一自己也從雨傘上沒有指紋而判斷兇手是車長。

#### 鬼火島殺人事件
- 富永純也未登場。
- 新谷百合原本也想殺害森村等三人，殺害加藤賢太郎未遂後就此罷手。
- 原作自始至終仍未發現森村的遺體，動畫版則在試膽大會隔日發現其棄屍野外。

#### 劍持警部的秘密
- 將短篇事件「1/2的殺人者」及短篇小說「共犯X」合為一篇故事。
- 茅杏子未登場。
- 以劍持警部怪異的行動為劇情主軸。
- 短篇小說裡的教師被賦與名字–濱岡健一，並被設定為劍持烹飪社的友人。
- 追加劍持因小時後從樹上掉下來而有懼高症的設定。
- 短篇小說裡，金田一並沒有與嫌疑犯學生們實際見面，動畫版則有親眼見到。
- 短篇小說的發生地點原作為某名門私立高中，動畫版則是在電腦補習班
- 短篇小說裡犯人遭死者威脅的內容不同，原作為發生肉體關係，動畫版改為盜用公款。
- 劍持和枝的背影出現，但並沒有正式露出臉孔。

#### 異人館旅館殺人事件
- 金田一二三登場並幫助金田一破案
- 佐木龍太遭襲擊後被救回一命，因此佐木龍二沒有在動畫版出場。
- 佐木不是不請自來，而是一開始就受到劍持的邀請來到異人館旅館。
- 沒有貓頭包裹的出現。
- 俵田孝太郎未登場。
- 邊見魔子改名市川魔子，與市川玉三郎為姐弟關係。
- 明智警視於解答篇登場，金田一委託其調查十年前的事件。
- 北見蓮子當初殺害毒販，兇器用煙灰缸重擊。原作是用菜刀刺殺。
- 原作中紅鬍子聖誕老人是死於車禍，動畫版則是不明原因死於紅色房間內。
- 劍持是收到兇手的預告信而來到旅館外，才目睹紅色房間的人影。因此刪除原作中咖啡館老闆的證詞情節。
- 沒有提到紅鬍子聖誕老人的神秘毒品管道，刪除金田一本來搭回程飛機時忽然想急忙返回旅館找尋密室的毒品。
- 原作中結尾劇團團員因涉嫌吸毒被扣押，劇團實質上等於解散。動畫版則無此情節。
- 市川魔子的臉上沒有傷疤，追加市川玉三郎除了演戲台詞外就只能靠木偶腹語說話的設定。
- 魔子在原作中對花蓮抱持異樣情感的情節刪去，對她的稱呼也從「花蓮姐姐」變為「大姐」。
- 到拘留所探視兇手時，依然是以不破鳴美的臉孔出現，沒有整回原本北見蓮子的容顏。

#### 電腦山莊殺人事件
- 小說最後有提到所有關係人的真實姓名，動畫版自始至終只出現網路化名。

#### 西洋情人節殺人事件
- 以漫畫原作「聖誕夜殺人事件」為底的全新事件。
- 金田一丙助與金田一二三未登場
- 新角色青山司出現，他是劍持的學弟。
- 人物以漫畫的臉孔搭配上新的名字，除京極優介與漫畫相同外。
  - 司馬啟一改名為京極浩二郎
  - 浦邊卓男改名為京極拓彌
  - 秋吉稍改名為二宮水穗
  - 岩代美江改名為笹本美華
  - 時坂有希子改名為島崎薰
  - 京極拓彌並非以浦邊卓男的臉孔出現而是另一副長相
- 動機改為兇手替姐姐如月靜歌復仇，兇手代號由神聖復仇者改為死亡天使。
- 京極優介與長島警部的個性都與原作相差甚多。
- 死者由一人增為兩人，京極拓彌被凍死於冷凍庫中，京極優介死法與原作相同但順序變為第二人。
- 追加美雪被兇手迷昏倒在雪地的情節。
- 原作裡兇手寄來的威脅物品是玩具手掌，動畫是長的與如月靜歌很像的陶瓷娃娃。
- 威脅信的內容變更，原作裡是「在聖誕夜絕命   神聖的復仇者」，動畫是「今晚情人節之夜，會帶你到黃泉國度    死亡天使」。
- 原作裡原本由金田一丙助經營的渡假山莊叫作兔子山莊，動畫由青山司經營的渡假小屋則改名為Snow  Candle。
- 原作裡金田一用偷來的電燈泡排出的文字是「Merry  Chrimas」，動畫版則是「Thank  you」。
- 原作裡偷看金田一與美雪相擁的人是二三，動畫版改為長島警部。

#### 金田一二三誘拐殺事件
- 二三以猜謎遊戲留下的提示訊息，原作裡只是金田一單純口述，動畫版則是寫在白板上，並且加上將白板移開後夕陽光輝透入室內的情節。

#### 鏡迷宮殺人事件
- 漫畫裡本案是二三與劍持大叔首次見面，動畫則已經見過多次。
- 二三自己有買相機。
- 漫畫裡是金田一翻垃圾箱找到兇手變裝用的衣物，動畫是二三在廁所垃圾箱裡發現。

#### 明智警視的華麗推理2
- 漫畫原名為殺人撲克。
- 綠川總介在敘說過去遇上不幸事件時，沒提到妻子流產。
- 追加明智察覺大家玩牌時的小習慣這一情節，例如三矢鐵男習慣搔鼻子而貓田光成習慣舔嘴唇

#### 銀幕之殺人鬼
- 黑河美穗背上蠍型傷痕的由來在動畫版交代。
- 追加黑河與本多影行的交流以及遊佐知惠美對黑河的崇拜。
- 最初美雪拍戲時洗手的肥皂被放入美工刀片一事，黑河察覺是遊佐所為並痛斥一頓。
- 奇怪算式不同，原作中是原本十二減九等於三卻變成十二減九等於五，動畫版是十二減七等於五變成十二減七等於六。
- 佐木沒登場，關於他的兩個戲份被速水鈴香和美雪吸收。一開始認出藏澤光的人是玲香，而拍攝眾人跳躍薰衣草芳香劑的人是美雪。
- 解說剪接膠帶的人由原作中的正野刑警變為黑河美穗。

#### 明智少年的華麗挑戰
- 原作原名為明智少年之最初事件。
- 被害者追加姓名為內田寬。
- 追加兩名新嫌疑犯，分別是堀口啟子與海老原道子。她們兩人在漫畫版就有出場，但是當時沒有名字也沒有參與明智的推理。
- 動畫版中和島尊在海外行醫時為救溺水孩童身亡，藥師寺薰與赤澤次朗結婚並轉交和島遺物給明智。為了思念和島尊，赤澤夫婦把孩子的名字取為尊。
- 明智等人聚會的場所由圖書室改為一棵大樹下，那裡被稱為會議室。
- 沒有提到明智的父親是警察一事。當眾人起鬨說明智可以到警視廳上班時，明智的回答是：不必現在就決定未來，因為未來還像那片天空一樣遙遠。原作裡原本是說因為父親是刑警，明智知道這種工作很辛苦，所以沒興趣。
- 除了被金田一為了作弊而擦掉和島留下訊息的桌子之外，另外又多出一張桌子是赤澤與小薰寫下提示明智到會議室見面的留言。

#### 上海魚人傳說殺人事件
- 小說中楊王於金田一到上海之前自殺，動畫版則是在金田一抵達上海後自殺。
- 追加美雪嘗試和楊王自我介紹但被楊王打斷的劇情。
- 楊小龍並沒有提起他不喜歡日本人
- 攝影記者幸田裕司未登場。

#### 鵜飼村殺人事件
- 漫畫原名為金田一二三的冒險。
- 鳥首村改名為鵜飼村。
- 豬熊老師由小學教師改為繪畫補習班老師，追加名字為豬熊英夫。
- 原作無登場的劍持警部出場。

#### 天草財寶傳說殺人事件
- 村上草太未登場
- 阻擾金田一的頑固刑警石井警部追加名字為石井雅之。
- 死者胸口的十字記號改為以口紅畫上。

#### 真夏之惡夢殺人事件
- 原作原名為金田一少年的惡夢。
- 所有登場人物皆追加完整姓名：富山櫻、香川小梅、長崎百合、須藤亞我志。
- 金田一二三登場

#### 雷祭殺人事件
- 長島警部負責偵辦案件。
- 朝木葉月殺害朝木冬生的動機不同：小說裡是葉月目睹冬生強暴了時雨，動畫則是見到時雨燒製的陶器後嫉妒其才華的冬生企圖殺死時雨。
- 刪去朝木秋繪在朝木時雨死後製作並贈送碗的情節
- 追加朝木葉月在公園和金田一與美雪說話的情節
- 追加金田一與美雪在公園悼念朝木時雨的情節

#### 殺意的餐廳
- 原作原名為殺人餐廳
- 女店長被救回一命。
- 美雪於破案後登場。
- 金田一沒有明說凶器是冷凍牛肉，由劍持自行想像。

#### 魔犬森林殺人事件
- 千家貴司登場，由於《絞首之學園殺人事件》並沒有製作成動畫版，加上短篇案件《誰殺死了女神?》中千家的戲份被刪除，所以這也代表此案件為千家最後一次登場。
- 金田一二三登場，並追加了要求金田一領養大隻狗狗的情節。
- 新角色十和田清登場，為廢棄研究所的舊研究員。
- 八尾家的別墅是別的原因而毀損不能住人。
- 刪去利緒所寫未來的日記劇情，追加金田一解謎當日是千家生日，他強忍不掉淚以笑容迎接的情節。
- 追加百田在發現利緒情況有異時想找醫師來幫忙。
- 追加八尾願意收養大隻狗狗的情節。
- 刪去金田一賭命逼千家認罪的情節，在原作劇情裡，對於不肯認罪的千家，金田一採取極端作法：跳進野狗群裡讓狗咬，逼得千家為了不讓金田一喪命而吹犬笛，秀出物證。
- 加入眾人尋找狂犬病疫苗的情節，五十嵐性格與原作有出入，為了想得到疫苗而有些許瘋狂。
- 原作裡金田一是臨時加入千家等人的旅行，動畫則是一開始就決定參加。
- 刪去金田一奪取車票及將女同學囚禁的情節。
- 刪去金田一讓千家、八尾、美雪食用毒菇類的情節。
- 刪去金田一二三搬來金田一家住的情節

#### 明智少年的華麗協奏曲
- 漫畫原名為殺意四重奏。
- 兩位教授追加完整姓名，分別是木戶直純和椎名克久。
- 漫畫裡的演奏會木戶教授沒出場，也沒放桐島蕾歐娜的遺照做憑弔。
- 北垣航也刑警雖然有出場，名字卻沒有被打出。

#### 雪影村殺人事件
- 原作中美雪沒登場，但於動畫版中登場。
- 追加美雪與金田一吵架冷戰，但一直在家等著金田一的電話的情節
- 雪影村的辦案刑警早先已由劍持口中聽說過金田一的事情。
- 春菜的遺書被以另外的意義解讀，沒有提到懷孕一事。
- 漫畫裡金田一與魚住響四郎的重逢是在公車上因零錢不足而認出對方，動畫版則是上車前在公車站相遇。
- 原作裡小都等人是在金田一解開真相，島津企圖自殺時出現。動畫版則是在金田一推理到一半時出現。
- 原作裡事件中期就提到島津肩膀受傷一事，動畫版則是最後才揭露。
- 立石對島津的坦承不同，在原作裡是早就知道他與春菜交往的事，動畫版則是肩膀受傷一事。
- 原作沒有登場的綾花母親，動畫版有短暫露面。
- 原作裡金田一與島津父親今井龍矢是在海邊第一次見面，動畫版則是在春菜母親打工的餐館就見過一次。
- 原作裡沒出現島津與立石練習棒球的場景，動畫版追加。

（是指目前的高中時期，不是五年前還是國中生的時候）
- 追加美雪到雪影村尋找金田一的情節。

#### 消失在雪地裡的贖金
- 漫畫裡關係惡劣的二三與黑塚巧，動畫版裡黑塚巧有與二三交談心事，二三也認為巧很帥。

#### 迷路的惡魔
- 短篇小說裡金田一實際遇上的事件，動畫版變為明智警視的推理謎題。
- 未提起兇手的下場
- 未提起兇手之前殺的9個人
- 未提到鳳辰馬的本名，短篇小說裡則提到名字是毒蝮三太夫。

#### 明智少年的華麗劍技
- 原作原名為幽靈劍士殺人事件。
- 原作是為美雪的堂弟七瀨修一加油，動畫版是為劍持的外甥。
- 刪去金田一對明智以宇佐美的話語酸溜溜諷刺的情節。
- 在警察到來前明智就解開謎題，妹貝武史刑警無登場。

#### 亡靈學校殺人事件
- 佐木陪同金田一與美雪前往民宿。
- 追加佐木拍攝廢棄學校周圍與辦案手法的情節。
- 追加一位神秘少女的角色，在案件結束後美雪提到該名少女可能是已經在車禍中去世的民宿前任老闆女兒，花子的幽靈。
- 與魔神遺跡事件相同的後日談型式，美雪對二三說明阿一未解開的謎題。
- 鳴澤研太的妹妹在原作裡提到名字為洋子，動畫版則沒出現名字。
- 追加民宿老闆的名字松岡修吉。
- 追加佐木和二三在得知神秘少女可能是已經去世的花子的幽靈，嚇得逃跑，美雪緊追在後的情節。

#### 瞬間消失之謎
- 村上草太初登場，追加新角色相田桃子。
- 到章魚攤揪金田一耳朵的人變更為京谷雅彥。
- 真壁誠與鷹島友代被當成第一次出場的新人物而打出姓名。
- 佐木與美浦繪美里的肖像被歸入事件涉及人物肖像中

#### 殺戮的深藍
- 三名未婚夫的姓名被更換但角色定位相同
  - 藤島匠變更成廣瀨匠
  - 周防武變更成松田武
  - 三井文也變更成遠藤由明
- 小說中真兇為投資那國守彥的資產家之子，動畫版為那國守彥教授之子那國直人
- 小說中五位恐怖分子的代號於動畫版全面變更但本名依舊（皆從顏色關聯變更為中東神話關聯）
  - 雷德（Red）→巴力（バアル）
  - 葛林（Green）→伊勒（イルウ）
  - 耶羅（Yellow）→雅姆（ヤム）
  - 歐瑞吉（Orange）→莫特（モト）
  - 朴波（Purple）→阿納特（アナト）
- 小說中五位恐怖分子中雷德與葛林在西薩王引起的內鬨中死亡，但在動畫版中五位恐怖份子全遭警方逮捕。
- 小說裡藍澤由里繪死後被挖出心臟的獵奇情節一語帶過。
- 那國巫琴於動畫版變更為水城巫琴，角色由那國守彥之孫變更為水城龍之臣之孫

#### 底片裡的不在場證明
- 刪去原作裡兩個女生在談論笨小孩金田一的情節，直接進入美雪神秘在街上閒晃的劇情。
- 金田一還來不及求情美隅就被帶走，因此讓美隅到偕樂園拍照在動畫是劍持大叔一個人的主意。

#### 明智警視的華麗推理in LasVegas
- 原作原名為死者的將軍棋。
- 美雪於動畫版登場，原作則無登場。
- 嫌疑犯金田昌平漫畫裡沒有與明智交談，動畫版中有一句的對話。
- 漫畫裡戈德曼對日本人諷刺的言詞全部刪去，原作中原本戈德曼殺死舟木後說他是小眼利嘴的日本人，又說明智是島國猴子。
- 詳細描繪派翠西亞逮捕電腦技師安妮塔的過程，原作中此情節發生於幽靈飯店殺人事件並持有槍械，動畫版則是在這裡出現。

#### 逆轉不可能！七瀨美雪的殺人嫌疑
- 原作原名為染血之泳池殺人事件。
- 動畫版裡美雪沒有在水上樂園打工。
- 原作裡村上草太並沒實際聆聽金田一的推理，動畫版則有參與。

#### 露西亞人偶殺人事件
- 為符合電視尺度，被害人沒有被切斷首級。
- 原作裡山之內恆聖在錄影帶裡公佈所有繼承人的隱私（如幽月來夢弟弟是植物人、犬飼高志心愛的獵犬被典當），動畫裡則是由繼承人們口中互相刺探得知。
- 刪去高遠與幽月來夢在公園的會面以及犬飼高志對桐江想子有好感的情節。
- 幽月來夢沒有將臉上的傷疤給金田一及美雪看。

#### 怪盜紳士的挑戰書
- 漫畫原作為怪盜紳士竊畫事件，動畫版則發生殺人未遂案。
- 追加秘書森京香為畫家西山海里女兒的情節。
- 安岡章子與吉行淳在原作裡兼為美術雜誌編輯，動畫版職業各自不同，臉孔也與漫畫相差甚多。
- 是經由佐木架設的金田一偵探網頁得來的委託案件。
- 追加怪盜紳士竊取畫家西山海里的日記並暗中交給警察好讓警察證明森京香是西山海里的女兒的情節。
- 追加劍持提起在森京香服刑完後會把她父親，西山海里的畫交還給她。
- 追加美雪稱讚怪盜紳士善良後被金田一和劍持斜眼看而害羞的情節。

#### 怪奇馬戲團殺人
- 明智警視出場。
- 無印系列最終事件。
- 比原作更詳細交代馬戲團過去發生的事件，追加小椋姐弟的母親名字為莉莉。
- 馬戲團前團長小椋伸吾與現任團長艾妮特根來為親姐弟關係。
- 加上黑木田紅子以塔羅牌算出將有不幸事件發生的情節，出現的牌是塔羅山莊殺人事件也出現過的被吊死之人。
- 追加小椋顯人從空中跌下時成功被及時趕來的石川隆接住的情節。
- 刪去劍持和劍持和枝的認識與交往的過程。

### R系列(2014-2016)

#### 香港九龍財寶殺人事件
- 動畫版中新力把飲料濺在美雪的衣服上，帶她去買新衣服時，將美雪綁走。原作中則是美雪被一個路過的小孩沾到冰淇淋。
- 金田一撞上的水果是橘子，原作是榴槤。
- 加入智能手機等新科技。

#### 速水鈴香與不速之客
- 原作中御手洗幸男被朽沼末吉殺死，動畫版則是在事件後恢復意識並接受治療。
- 刪去朽沼末吉對兩千元鈔票的疑惑。
- 速水玲香的造型有很大改變。

#### 煉金術殺人事件
- 劍持未登場。
- 速水玲香的造型被打造得更符合現代偶像有的元素。
- 刪去劍持提起其妻子劍持和枝在他不看好的投資中賺一筆的情節。
- 動畫版中並沒有提起深森螢的監護人是黑道集團。
- 動畫版中神丘風馬只提起他的養父母在有了自己的小孩後就不再供養他，並沒有提到他的養父母經濟上出狀況。
神丘風馬更也沒有嘲笑煉金術只是比喻的說法。
- 刪去美影紗月與鬼澤討論興奮劑醜聞一事，然後鬼澤大言不慚的情節。

#### 獄門塾殺人事件
- 村上草太被當做第一次登場而被打入名字，並且出現在涉案人員肖像中。
- 村上草太的造型大改變，從無印版中的短髮變成長髮，並從咖啡色頭髮變成黑髮，膚色亦從淺褐色變成白色。
- 繪波由梨香的名字改為繪波友梨佳。
- 刪除明智搜出9V電池的情節。
- 原作中高遠遙一向氏家老師射了一個玫瑰毒飛鏢後再把另一隻毒飛鏢射向濱秋子，不過被氏家老師擋下。動畫版高遠遙一向濱秋子射一隻毒箭，被氏家老師擋下。
- 刪除村上草太與式部清子曖昧互動的情節。
- 原作中金田一在茂呂井命案發生後才抵達極問塾，動畫版則從一開始就被美雪和草太帶到極問塾。
- 在集訓時才初次登場的海堂與繪波提前在茂呂井命案時出場。
- 搜查茂呂井命案時劍持警部未登場，擔任搜查的溝岸也沒有強硬阻擋金田一的推理。
- 追加高遠使用人偶炸彈發布的犯罪預告。

#### 高度一萬公尺的殺人
- 原作是加賀谷唯用原子筆插死小金井守，動畫版則是企圖掐死。
- 追加加賀谷唯在即將掐死小金井守之際，及時被石田麻利亞制服的情節。
- 追加小金井守被加賀谷唯撞到牆上暈過去的情節。
- 追加大越豐勸導加賀谷唯的情節。
- 追加大越豐和石田麻利亞對對方的表現感到驚訝的情節。
- 追加志田機長生前教導明智飛機降落的技巧的情節。

#### 跳水池的惡靈
- 虹枝光世在被潮美波留設計跳水後並沒有死去，在案件結束後恢復意識。
- 追加虹枝光世想像和潮美波留在奧運贏得雙人跳水金牌的情節。

#### 劍持警部的殺人
- 劍持和枝正式登場。
- 原作中多間木匠和魚崎葉平有在家庭餐廳和十神瑪莉奈說過話，動畫裡則沒有。
- 原作中湖森涼介的女兒在接受了手術之後還是不幸去世，動畫裡則並未交待。

#### 遊戲館殺人事件
- 村上草太，岡崎浩司郎，小茜，樹里未登場
- 原作中金田一和美雪是和朋友們去遊樂園玩而迷路所以搭上最後一班車，動畫版則是咖啡廳店長把兩張遊樂園入場券交給金田一讓他把握機會向美雪告白，後因下雨而且兩人都沒錢，所以在走到半路時攔下最後一班車。
- 原作中遊戲第一關第一題的題目是問鎌倉幕府建立的年代，動畫版則改為關原之戰是哪一年。
- 遊戲第一關第三題的問法原作和動畫版不一樣，但答案一樣。
- 原作中霜村志保向金田一求救的方式是在手掌上寫字，動畫版則是偷偷說。
- 真津本潤的名字改為杉本潤。
- 刪去美雪從櫥櫃拿出筷子的情節。
- 原作是每個人輪流去廁所，動畫版則是只有生馬。
- 原作中是金田一用白板向眾人說明財產繼承的程序,動畫版則改為明智。
- 刪去菊川早苗把幫她整型的醫生殺害的情節。
- 追加霜村志保告訴菊川早苗她懷著的孩子叫生馬的情節。
- 追加杉本潤和菊川早苗在酒吧的對話以及早就得知菊川早苗的病況的情節。
- 原作中菊川早苗在進入警察醫院後病逝，動畫版則沒有交代早苗於何時何處病逝。
- 刪去真津本潤到醫院探望早苗並要求她把菊川梢嫁給他的情節。

#### 金田一的敢死之行
- 無印系列最後一個案件，R系列第二季第一個案件。
- 事件發生於許多新版案件之後。
- 原作中是五木陽介提起催眠魔術表演的資訊，動畫版則是劍持提起的。
- 李白龍刑警登場。
- 速水玲香，楊小龍，五木陽介，豬川將佐，俵田孝太郎，長島滋，李波兒公安未登場。
- 李波兒公安的角色被李白龍刑警取代。
- 江健一是飯店大堂經理，原作是報社記者。
- 刪去金田一進行籌款活動並受到很多前案子中登場的警察支持的情節。
- 刪去金田一吃下十個漢堡的情節。
- 刪去速水玲香為金田一準備中華料理的情節。
- 原作第一名被害人神山是被高遠遙一假扮的神父用毒酒毒死，動畫版則是沒有提起被害人如何被殺死，只知道高遠遙一把被害人的手砍下來寄給其他被害人。
- 刪去兇手幫金田一擦掉嘴巴上番茄醬的手帕變成破案關鍵的情節。
- 由於此案件是在連載後14年才被做成動漫，因此動畫版中出現了現代化的科技例如智能手機。
- 刪去金田一推理向龍道射毒箭的犯人是誰的情節。
- 刪去高远遥一喬裝成劍持在機場被捕的情節。
- 刪去金田一與美雪接吻的情節。

#### 血溜之間殺人事件
- 為符合電視尺度，星桂馬的屍體呈現方式從只有頭部改成整個身體。
- 刪除海峰學和星桂馬都把黑白棋稱做為翻轉棋的設定。

#### 薔薇十字館殺人事件
- 村上草太形象改變。
- 原作中收到十字館邀請函的人在金田一抵達後陸續抵達，動畫版則是在金田一抵達之前就已經抵達。
- 刪去月讀吉賽兒有出版詩集的設定。
- 皇翔尸體出現的方法被改成從翻桌子。
- 刪去禪田美瑠久與皇翔為情侶的設定，美瑠久在看見皇翔的尸體後只是冷冷的說了一句"認識的人"。
- 動畫版在月讀吉賽兒企圖刺殺冬野八重姬時即馬上被金田一揭發陰謀。
- 刪去高遠遙一和月讀吉賽兒在公園的一系列對話
- 高遠遙一防止月讀吉賽兒引爆炸彈的方法更改為用刀刺向引爆按鈕。

#### 凌晨4點40分的槍聲
- 森嘉夫的名字改為奧嘉夫。
- 追加丸谷瑠奈向村山智彥抱怨雪峯美砂的情節。
- 追加雪峯美砂告訴劍持自己對當上刑警後的期許的情節。
- 追加金田一和劍持在山上哀悼雪峯美砂的情節。

#### 雪鬼傳說殺人事件
- 原作為R系列第一個案件。
- 原作中吉長老師和數學老師的對話改到動畫版的香港九龍財寶殺人事件。
- 相馬真紀和金田一、美雪的對話地點從學校走廊改成咖啡廳。
- 原作中雪鬼的真面目是在破解完鯖木屍體消失的手法後揭穿，動畫版則改為企圖殺害椿原紅湖時就被金田一揭穿。

#### 女醫師的詭異企圖
- 美雪於結尾登場
- 決定丈夫本尊與替身證據不同，原作為「裝心律調節器（替身）」與「使用手機（本尊）」的矛盾，動畫版則是「打高爾夫球（替身）」和「腰痛（本尊）」的矛盾。

#### 狐火漂流殺人事件
- 原作中美雪並沒有登場，動畫版美雪則有登場。
- 六年前遇難時金田一趕走蛇的方法從噴火槍改為樹枝。
- 追加陸因為不想交出鞋帶而被茉莉香責備的情節。
- 告訴眾人金田一是名偵探的孫子的從燈里改為美雪。
- 追加美雪和美咲,燈里對話的情節。
- 動畫版中金田一的手機中出現了《銀幕殺人鬼》中登場的黑河美穗的名字
- 川原警官未登場。
- 刪去川原警官暗中提供金田一資訊的情節。
- 駐站警官登場，但無添加姓名。
- 告訴陸說茉莉香對惡作劇很後悔的情節從凜的父親改為茉莉香的母親。
- 追加眾人向疑似是茉莉香,光太郎,和凜的狐火道別的情節。
- 刪去眾人搭警車去車站的情節。
- 刪去川原警官逮捕陸的情節。
- 刪去金田一告訴眾人陸忘記東西的情節。
- 追加金田一和美雪在列車上的對話。

### 劇場版/特別篇/OVA動畫

#### 歌劇院新殺人事件
- 唯一一部阿一聲優是由山口勝平擔任，動畫版改為松野太紀。
- 結城英作未登場，改為能條光三郎私人醫師佐伯京子。並加入新角色房地產社長武村英三。
- 飯店工讀生江口六郎在小說裡是美歌同學並暗戀她，劇場版只是普通的工讀生。
- 能條聖子在劇場版只是光三郎未婚妻，保留舊姓真上寺。
- 小說裡美歌是遭強暴自殺，劇場版改為喝下藥物而在上台前出醜並被拍下。
- 小說裡並沒有燒燬劇場，此段為劇場版加上。
- 追加加奈井里央為共犯的情節。

#### 歌劇院最後的殺人事件
- 原作原名為歌劇院第三次殺人事件。
- 響美土里、白神海人、三鬼谷巧未登場。
- 刪去劍持警部被兇手綁架的劇情。
- 未提起黑澤和馬的任何事情，沒有魅影留下的日記。
- 湖月玲於奈沒有恐火症。
- 主張城龍也為兇手的人為影島十三。
- 城龍也自己要求在歌劇院過夜，原作是白神提議。
- 冰森冬彥是到歌劇院才認識，依然為現役演員。
- 魅影的面具在海上被發現，原作則是在地下迷宮裡發現，不過讓大家以為魅影投海身亡，就與第一次歌劇館事件相同。
- 指控兇手的證據是鞋底附著煙囪的鐵銹。
- 刪去湖月疑似被綁架的情節。
- 刪去大批冷凍雞肉散落一地的情節。
- 原作中霧生銳治是死於樹海裡，動畫版是被推落懸崖。
- 原作中城龍也與響美土里曾交往過，動畫版則是繪門泉。
- 沒有出現霧生遺物的圍巾以及手帳。
- 追加霧生在地下迷宮牆壁上留給玲於奈的信息。
- 前兩次歌劇院事件的兇手形象沒有出現。
- 冰森冬彥與影島十三的性格變得較惹人厭。
- 沖泡花草茶的人變為湖月玲於奈。
- 事件開頭沒有金田一騎腳踏車前往碼頭一幕，結尾時沒有明智警視來電通知高遠逃獄。

#### 吸血鬼傳說殺人事件
- 原作為敢死之行後收到高遠的信而展開旅行，動畫版是溫泉之旅途中在Ruins做停留。
- 流山森太郎及貴船葉平未登場。
- 二神及海谷的姓名及性別皆變更，二神育夫改名為二神郁子，而海谷朝香改名為海谷政夫。
- 海谷為緋色景介所救未遭兇手殺害。
- 追加美雪與辻由利亞相似的設定。
- 金田一詢問人體抽出多少血量在安全範圍內的人選改為海谷。
- 湊青子與金田一並沒有推理對決。
- 原作是金田一誤闖浴場看到打算入浴的美雪而察覺兇手的不自然，動畫版是不小心看到換衣服。
- 做為證物的美雪頭髮是劍持從湊青子口袋中取出。
- 事件結束後金田一並沒有騎腳踏車離開。

#### 杀戮的深蓝
- 蓝澤茜是美雪的学姐，会使用武术反抗过恐怖分子。
- 杨小龙没出现，劇場版中二三有跟阿一和美雪随行。
- 茜的其中一个义兄浩一被汽车炸弹炸死，并非于冲绳饭店遇害。
- 阿一被袭击打昏后，被扔进水槽。
- 蓝澤秀一郎把深蓝的岛屿盖饭店的原因，只是因茜年幼时童话般的玩笑。
- 五木阳介通知剑持说，阿一在饭店被挟持。
- 恐怖分子的女性成员巫琴没出现在挟持饭店中，直到恐怖分子等人被捕时与明智照过面。
- 凶手改为周防武，与原作不一样

#### 黑魔術殺人事件
- 海崎深夜未登場。
- 黑瓜鬼門登場與火祀兄妹爭吵的順序調換。
- 高遠退場的方式，原作為使用替身，動畫版則是消失在庭園迷宮中。

## 播放電視台
| 讀賣電視台日本電視網協議會 週一19:00 - 19:30 | 讀賣電視台日本電視網協議會 週一19:00 - 19:30                   | 讀賣電視台日本電視網協議會 週一19:00 - 19:30   |
| -------------------------------------------- | -------------------------------------------------------------- | ---------------------------------------------- |
|                                              | 金田一少年の事件簿 （1997年4月7日 - 2000年9月11日）            |                                                |
| 奧運高手                                     | 犬夜叉 （2000年10月16日 - 2004年9月13日）                      |                                                |
| 週六17：30 - 18：00                          |                                                                |                                                |
| 宇宙兄弟                                     | 金田一少年の事件簿R（第1期） （2014年4月5日 - 9月27日）        | 魔術快斗1412 （2014年10月4日 - 2015年3月28日） |
| 電波教師                                     | 金田一少年の事件簿R（第2期） （2015年10月3日 - 2016年3月26日） | 逆轉裁判 （2016年4月2日 - 9月24日）            |

## 外部連結
- 電視動畫
  - 《金田一少年之事件簿》（東映動畫） （页面存档备份，存于）（日語）
  - 《金田一少年之事件簿SP》（東映動畫） （页面存档备份，存于）（日語）
  - 《金田一少年之事件簿R》（讀賣電視台） （页面存档备份，存于）（日語）
  - 金田一少年之事件簿R（東映動畫） （页面存档备份，存于）（日語）
  - アニメ 金田一少年の事件簿R的X（前Twitter）
- 劇場版
  - 金田一少年之事件簿 歌劇院新殺人事件（東映動畫） （页面存档备份，存于）（日語）
  - 金田一少年事件簿2 殺戮的深藍（東映動畫） （页面存档备份，存于）（日語）